# Régence de Marie-Christine d'Autriche
Ne doit pas être confondu avec Régence de Marie-Christine de Bourbon.

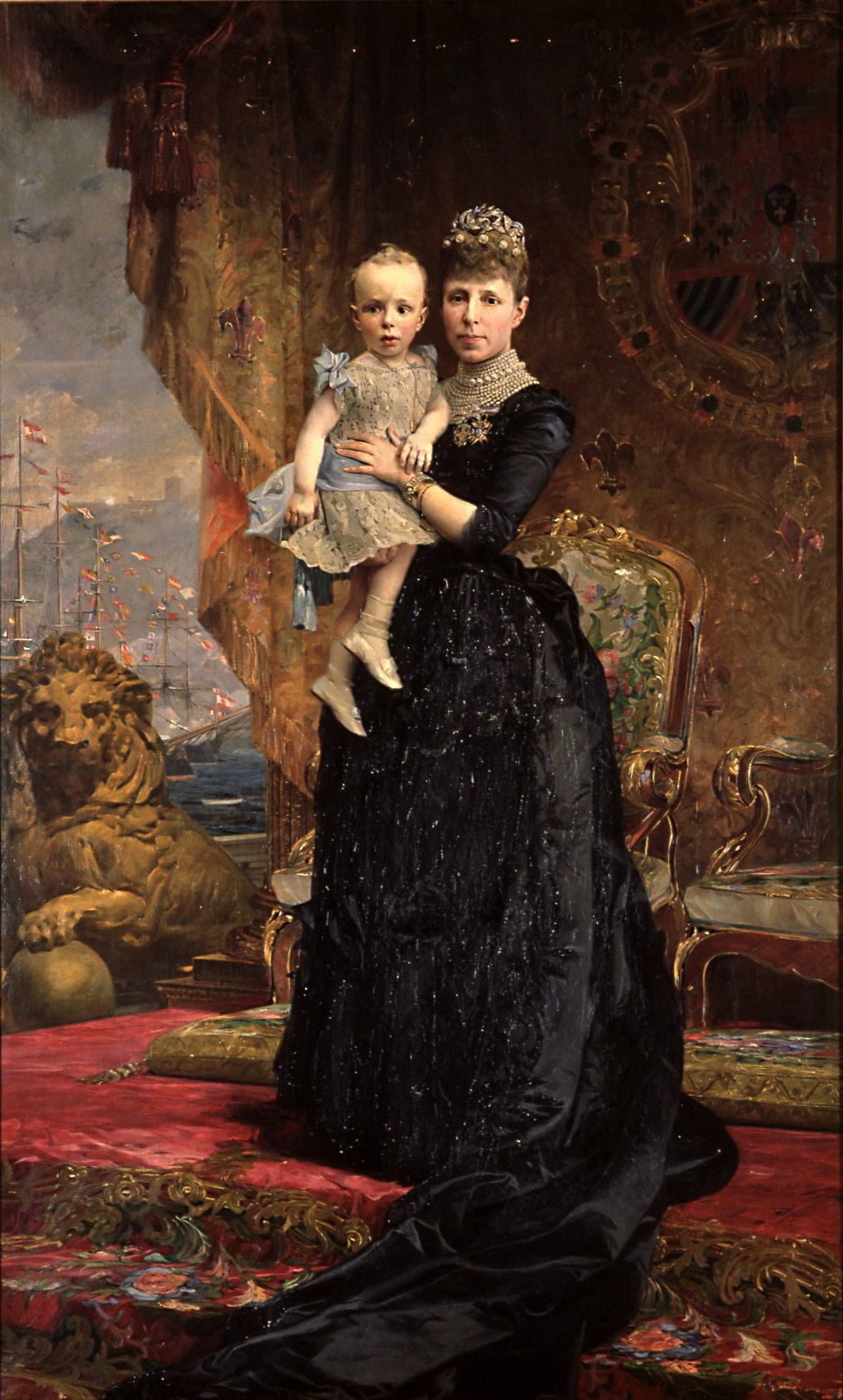
La reina regente María Cristina de Habsburgo-Lorena y Alfonso XIII (La Reine régente Marie-Christine de Habsboug-Lorraine et Alphonse XIII, 1890), tableau d’Antonio Caba (Académie royale catalane des beaux-arts de Saint-Georges, Barcelone).

La régence de Marie-Christine d'Autriche est la période de l’histoire politique contemporaine de l’Espagne qui s’étend entre la mort d’Alphonse XII le 25 novembre 1885 et le règne personnel d’Alphonse XIII qui commence le 17 mai 1902, jour des 16 ans de ce dernier, au cours de laquelle la régence fut exercée par l’épouse du premier et mère du second, Marie-Christine d'Autriche. Elle constitue la deuxième phase de la Restauration (1875-1931).
Selon l’historien Manuel Suárez Cortina, « la Régence fut une période spécialement significative de l'histoire de l’Espagne, car dans ces années de fin de siècle le système connut sa stabilisation, le développement des politiques libérales, mais également l’apparition de grandes fissures qui sur le terrain international se manifestèrent dans la guerre coloniale, d’abord, et avec les États-Unis, ensuite, provoquant la défaite militaire et diplomatique qui amena la perte des colonies après le traité de Paris de 1898. Sur le terrain intérieur la société espagnole connut une mutation considérable, avec l'apparition de réalités politiques aussi significatives que l'émergence des régionalismes et nationalismes périphériques, le renforcement d'un mouvement ouvrier à la double filiation, socialiste et anarchiste, et la persistence soutenue, bien que décroissante, des oppositions républicaine et carliste ».

## Mort d’Alphonse XII et pacte du Pardo

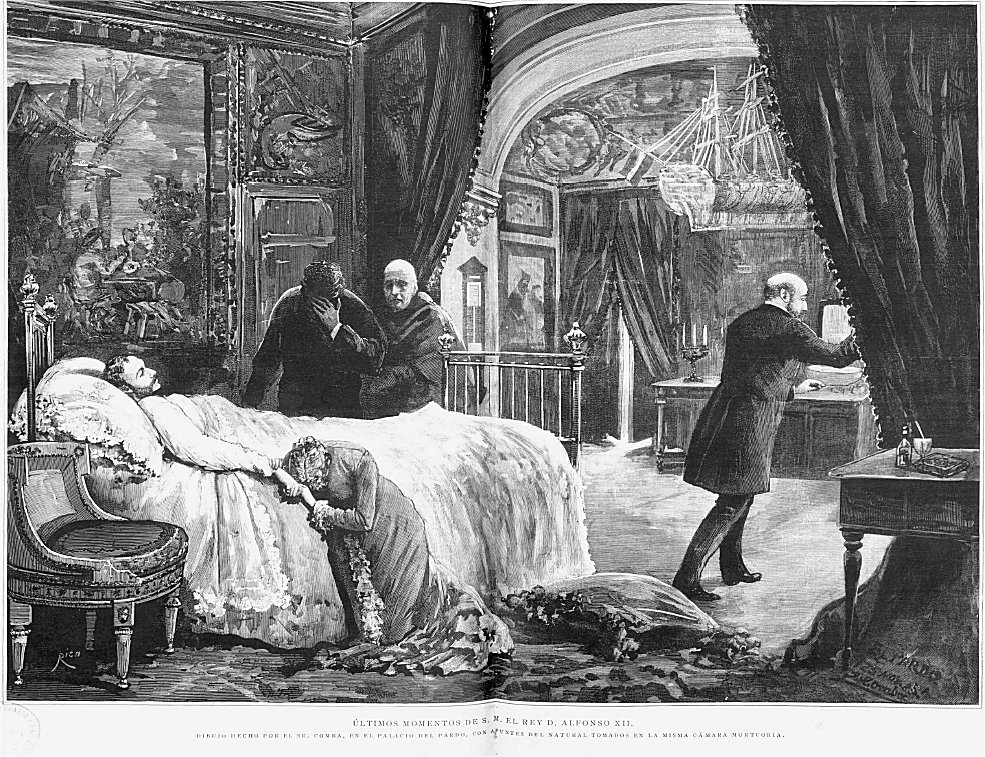
Gravure de Juan Comba García pour La Ilustración Española y Americana (30 novembre 1885) représentant la mort du roi Alphonse XII au palais du Pardo de Madrid.

Le jeune roi Alphonse XII meurt le 25 novembre 1885 de la tuberculose, et c’est alors son épouse Marie-Christine d'Autriche, une femme jeune — âgée de 27 ans —, étrangère depuis peu en Espagne et réputée peu intelligente, qui assume la régence du royaume d'Espagne,. À la faiblesse apparente dans laquelle se trouvait la plus haute institution de l’État s’ajoutait le fait que le couple royal ayant eu deux filles et la régente étant alors enceinte, le royaume ne disposait d'aucun héritier mâle. Ainsi, la mort d’Alphonse XII créa un certain « vide de pouvoir » — Menéndez Pelayo écrivit à Juan Valera, qui se trouvait à Washington : « La mort du roi a produit ici une singulière stupeur et de l’incertitude. Personne ne peut deviner ce qui adviendra » —, susceptible d’être mis à profit par les carlistes ou les républicains pour renverser le régime de la Restauration. De fait, en septembre 1886, seulement quatre mois après la naissance d’Alphonse XIII, eut lieu un soulèvement républicain dirigé par le général Manuel Villacampa del Castillo  et organisé depuis l’exil par Manuel Ruiz Zorrilla, qui constitua la dernière tentative de coup militaire du républicanisme et dont l’échec divisa profondément ce mouvement.

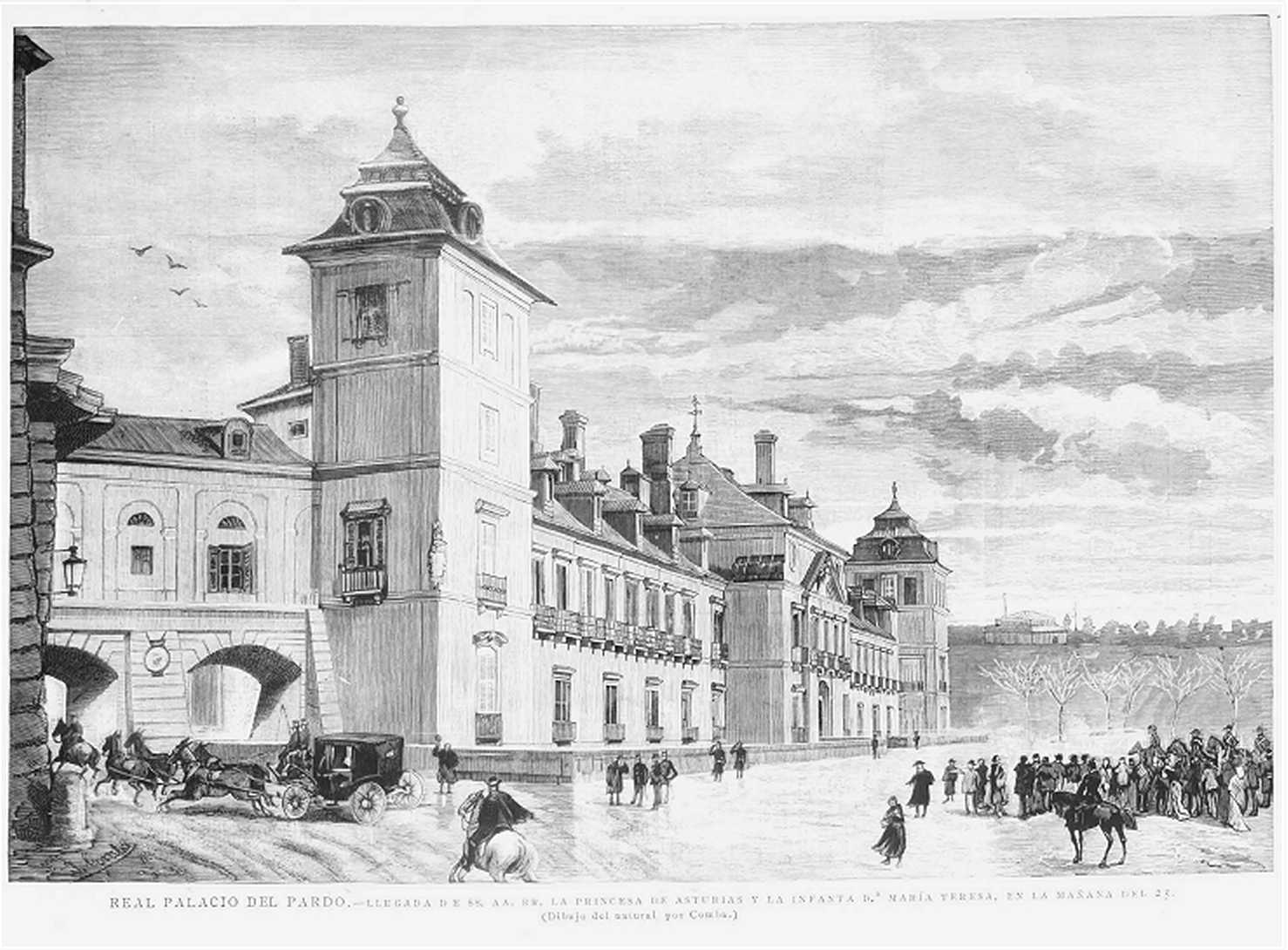
Le palais du Pardo (1885), gravure de Juan Comba García pour La Ilustración Española y Americana.

Pour faire face à la situation d’incertitude ouverte par la mort du roi, les leaders des partis du turno — Antonio Cánovas del Castillo pour le Parti conservateur et Práxedes Mateo Sagasta pour le Parti libéral-fusionniste — se réunirent alors avec le médiation du général Martínez Campos pour convenir d’une alternance au pouvoir en faveur des seconds. Cet accord, connu sous le nom de pacte du Pardo, impliquait la « bienveillance » des conservateurs — alors majoritaire aux Cortès — envers le nouveau gouvernement libéral de Sagasta. Toutefois, la faction du Parti conservateur dirigée par Francisco Romero Robledo n’accepta pas la cession du pouvoir à Sagasta et quitta le parti pour fonder le Parti libéral-réformiste — auquel se joignit la Gauche dynastique de José López Domínguez —, une tentative de créer un espace politique intermédiaire entre les deux partis du turno,.

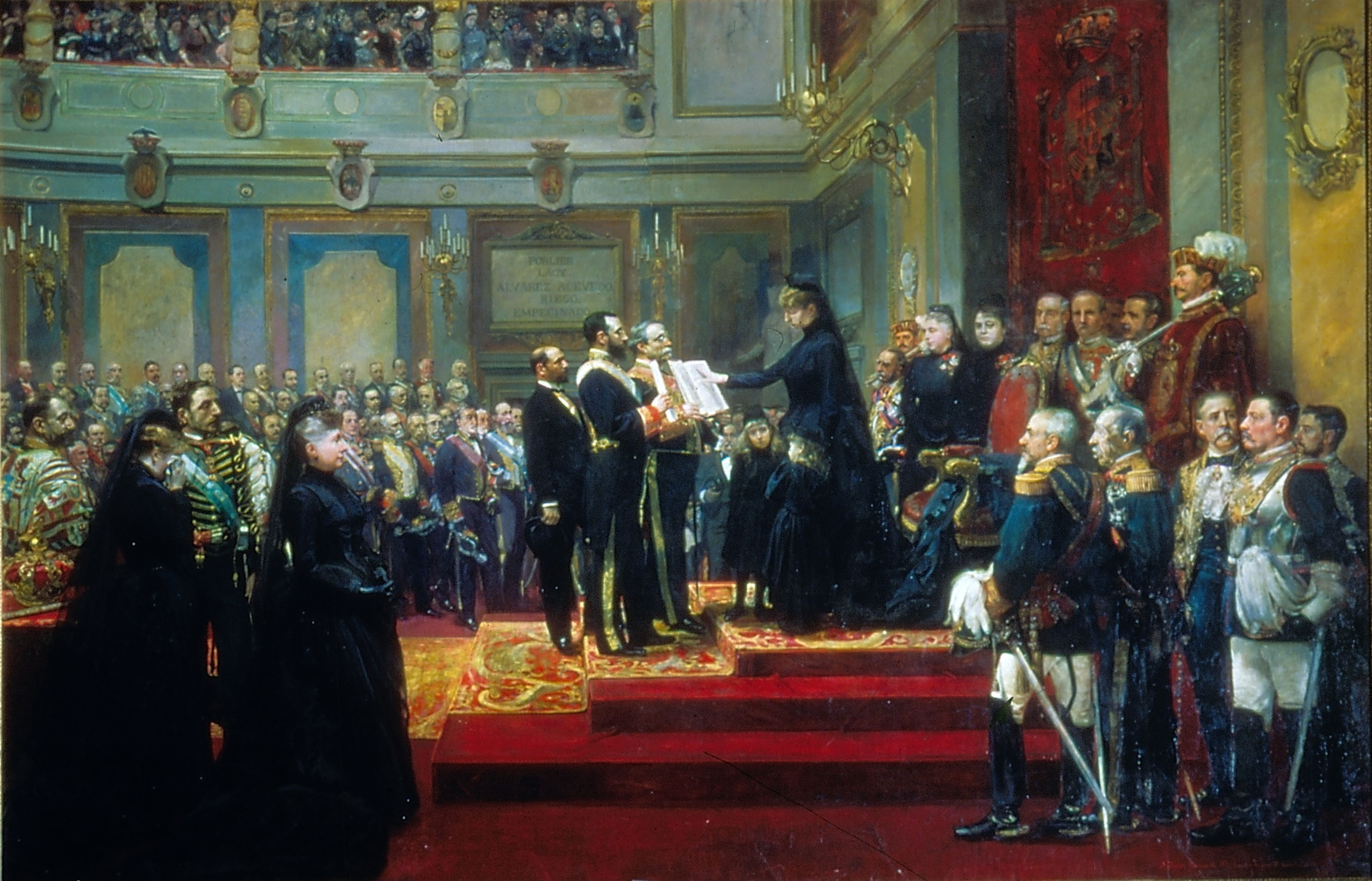
Tableau représentant la prestation de serment de Marie-Christine d’Autriche sur la Constitution de 1876 lors de l’acte de sa proclamation comme régente en décembre 1885. Marie-Christine, enceinte, est accompagnée de ses deux filles, María de las Mercedes de Bourbon et Marie-Thérèse de Bourbon. Face à elle, le président du gouvernement Antonio Cánovas del Castillo.

Plusieurs mois plus tard, Cánovas justifia cet accord (une « trêve », une « paix autour du trône ») devant le Congrès des députés par sa conviction de la nécessité de mettre fin à la « lutte ardente dans laquelle [se trouvaient] à l’époque les partis monarchistes ».
Au mois de juin, les diverses factions libérales avaient conclu un accord connu sous le nom de ley de garantías (« loi des garanties ») qui permit de restaurer l’unité du parti. Élaboré par Manuel Alonso Martínez, en représentation des « fusionnistes », et par Eugenio Montero Ríos, des « gauchistes », il consista fondamentalement dans l’introduction des libertés et droits reconnus au cours du Sexenio Democrático — suffrage universel, introduction des jurys, etc. —, en échange de l'acceptation de la souveraineté partagée entre le roi et les Cortès, sur laquelle était basée la Constitution de 1876, et qui signifiait qu’en dernier lieu c'était la Couronne qui exerçait la souveraineté et non l’électorat. La faction dirigée par le général José López Domínguez, à qui Sagasta offrit l’ambassade de Paris, resta en dehors du Parti libéral-fusionniste car il exigea un minimum de 27 députés au nouveau Parlement, nombre qui fut jugé excessif.

## Le «Parlement long» de Sagasta (1885-1890)

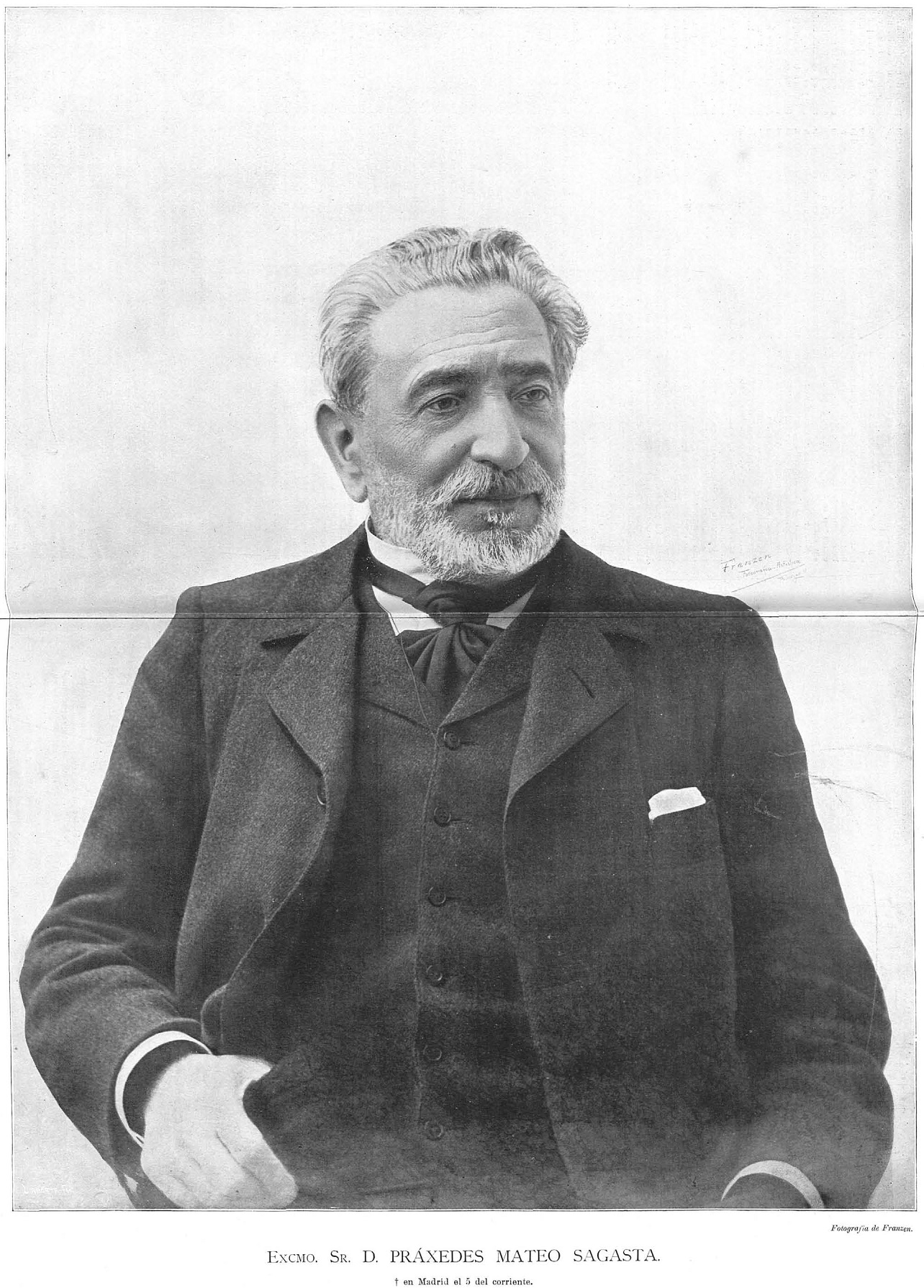
Práxedes Mateo Sagasta, leader du Parti libéral fusionniste.

En avril 1886, cinq mois après avoir formé un gouvernement et un mois avant la naissance du futur Alphonse XIII, les libéraux convoquèrent des élections générales pour se doter d’une majorité solide au Parlement et pouvoir pleinement mettre en œuvre leur programme — bien que certaines réformes aient déjà été menées grâce à l’accord avec les conservateurs —. En raison de sa durée — près de cinq ans —, cette période est connue comme le « gouvernement long » (Gobierno Largo) de Sagasta ou le « Parlement long » (« Parlamento Largo ») ; il s’agit de la plus longue législature de la Restauration, seul cas où celle-ci parvint presque à son terme, malgré plusieurs crises que l’exécutif dut surmonter parfois avec difficulté.
Au cours de celle-ci est mené un ensemble de réformes fondamentales pour définir le profil de la Restauration, et elle est parfois considérée comme sa phase la plus féconde.

### Réformes politiques et juridiques

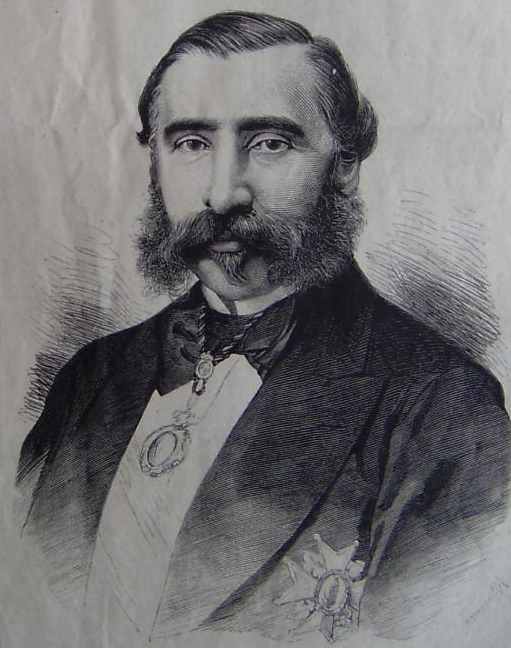
Manuel Alonso Martínez, ministre de la Grâce et de la Justice, grand promoteur des réformes politiques et juridiques du Parlement long.

La première grande réforme du « gouvernement long » de Sagasta fut l’approbation en juin 1887 de la Ley de Asociaciones (« Loi sur les associations ») qui régulait la liberté d’association pour les fins de la « liberté humaine » et incluait la liberté syndicale, permettant aux organisations ouvrières d’agir dans la légalité et débouchant sur un développement notable du mouvement ouvrier en Espagne. Dans le cadre de la nouvelle loi, la Fédération des travailleurs de la région espagnole anarcho-syndicaliste, fondée en 1881, se développa comme successeur de la Fédération régionale espagnole] du Sexenio Democrático, l’Union générale des travailleurs (UGT) fut fondée en 1888 et, la même année, le Parti socialiste ouvrier espagnol (PSOE) — né dans la clandestinité neuf ans auparavant — put célébrer son premier congrès
La seconde grande réforme fut la dite Ley del jurado (« Loi du jury »), une vieille revendication du libéralisme progressiste qui avait toujours rencontré l'opposition des secteurs conservateurs, approuvée en avril 1888. Les jurys furent introduits pour les délits les plus importants dans le maintien de l’ordre social ou qui affectaient les droits individuels, comme la liberté d'imprimerie. Selon la loi, le jury était chargé d’établir les faits et la qualification juridique de ceux-ci était attribuée aux juges.

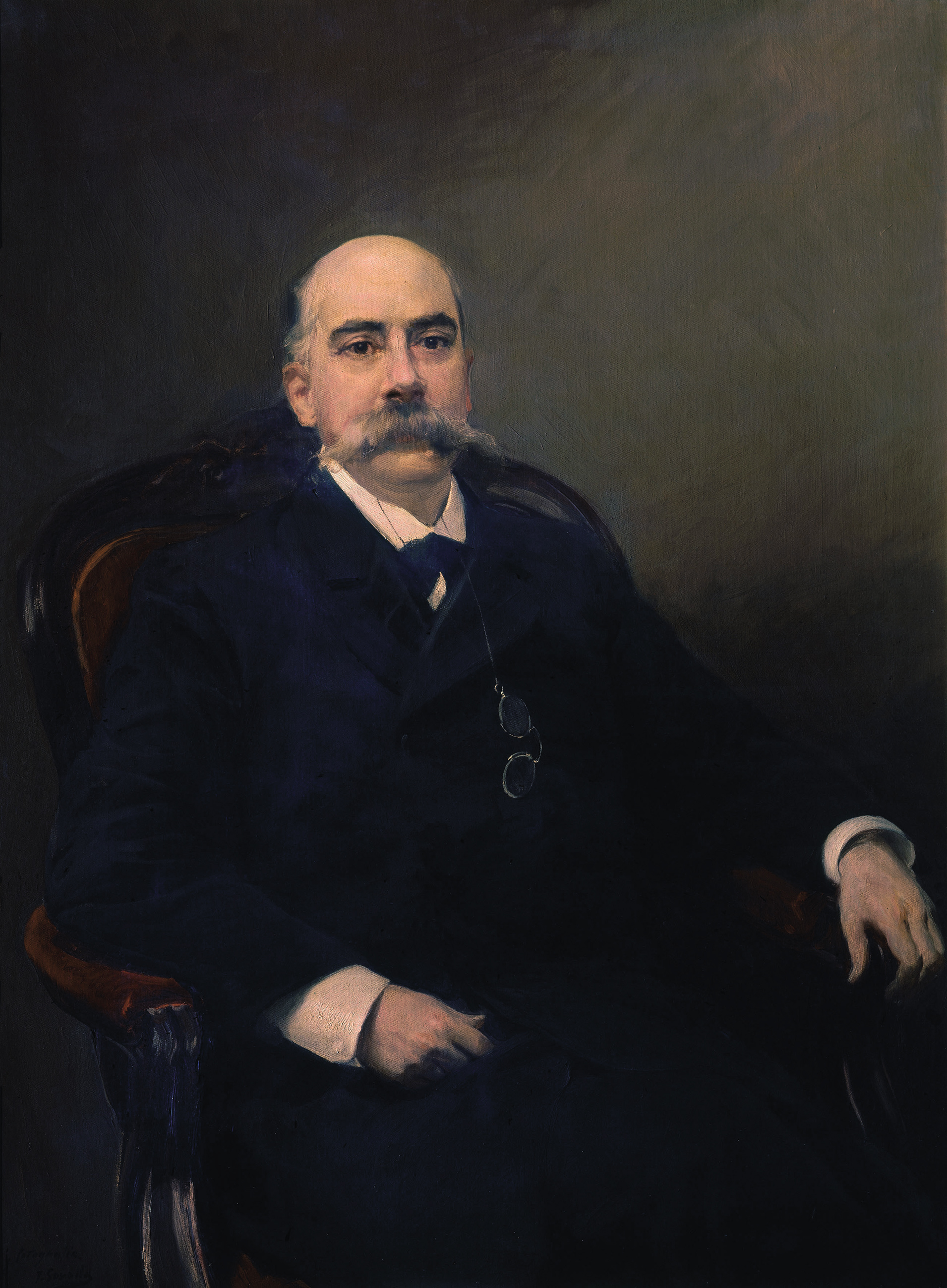
Portrait d’Emilio Castelar, par Joaquín Sorolla.

La troisième grande réforme fut l’introduction du suffrage universel masculin par une loi approuvée le 30 juin 1890. Celle-ci ne fut néanmoins pas le fruit de la pression populaire en faveur de l'extension du suffrage, cette approbation fut en réalité un moyen utilisé par Sagasta pour assurer l’unité du parti et du gouvernement, satisfaisant une revendication historique du libéralisme démocratique à un moment où augmentaient les tensions au sein du parti à cause de la pression des gamacistes pour l’approbation de droits de douane protectionnistes pour la production céréalière. Cette loi permit le renforcement du Parti libéral — et par suite du régime de la Restauration dans son entièreté — avec l’intégration des républicains « possibilistes » (es) d'Emilio Castelar, comme ils s'y étaient engagés en cas d’extension du suffrage.

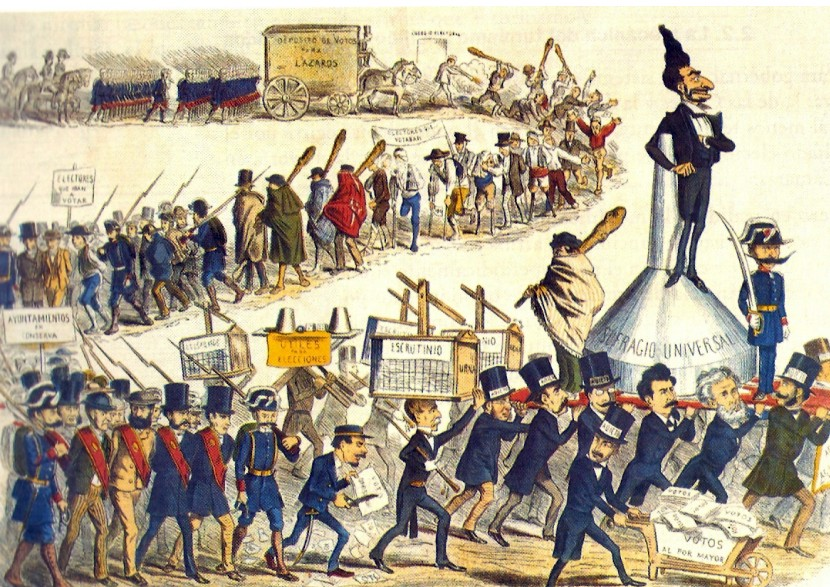
Caricature satirique de l’hebdomadaire La Flaca ironisant sur la fiction électorale. On y voit au premier plan le libéral Sagasta, juché sur l'entonoir du « suffrage universel », à la tête d’une cohorte de caciques et de membres des forces de l’ordre portant des urnes et poussant des brouettes de votes, suivis « conseils municipaux en conserve », de sicaires, paysans et ouvriers prisonniers, dont les derniers font « voter les morts ».

Toutefois, l’approbation du suffrage pour tous les individus masculins âgés de 25 ans ou plus — environ 5 millions en 1890 —, indépendamment de leurs revenus, à différence de ce qu'impliquait le suffrage censitaire antérieur, n’impliqua pas la démocratisation du système politique : la fraude électorale fut maintenue — à cause de la « dégoûtante plaie du caciquisme », comme on le dit à l’époque —, mais dorénavant l’influence des réseaux de caciques s'étendit à l'ensemble de la population, si bien que les gouvernements continuèrent d’être constitués avant les élections et la pratique de l’encasillado permit au gouvernement de « fabriquer » des élections sur mesure et de s’assurer une solide majorité aux Cortes. Au cours de la Restauration, aucun gouvernement ne perdit jamais aux élections générales,. 
Selon Carlos Dardé, la raison de fond de ce « manque d’effets mobilisateurs de la vie politique du suffrage universel […] était la condition sociale — économique et culturelle — des nouveaux électeurs, et leur horizon politique. L’immense majorité, masculine, à qui avait été donné le droit au vote n'était pas composée par des classes moyennes et travailleuses de caractère urbain, ou de paysans indépendants, impliqués dans un projet politique de caractère démocratique, mais par des masses rurales, extrêmement pauvres et alphabètes, complètement étrangère à un tel projet politique, avec l'espoir d’une révolution sociale, dans la moitié sud du pays, et du triomphe du carlisme dans une bonne partie du nord ; des masses qui, de plus, avaient connu soit une forte répression policière soit la défaite dans une guerre civile ».
Ainsi, « bien que formellement [l’approbation du suffrage universel] équivalût à l’implantation de la démocratie, en pratique rien ne changea ». « Les députés continuèrent d’être, plus ou moins, les mêmes ; aucun groupe social, à un petit nombre d’exceptions, accéda au pouvoir législatif. La transformation de la structure des partis n’eut pas lieu non plus, et ils continuèrent d’être des partis de notables (es) ; on ne promut aucune type d’organisation de base qui servît à capter le vote des citoyens à qui l’on venait de reconnaître le droit électoral ». De plus, la Constitution ne fut pas réformée, si bien que le principe de souveraineté nationale ne fut toujours pas reconnu, et seulement un tiers du Sénat était élu. La liberté de culte, autre grand principe d’un système démocratique, ne fut pas non plus reconnue
Les garanties pour assurer la transparence du suffrage et ainsi éviter la fraude électorale, comme la mise à jour des listes électorales par un organisme indépendant ou l'exigence d’une accréditation à la personne qui allait, voter ne furent pas adoptées. L'ensemble du processus électoral resta entre les mains du ministre de l’Intérieur (Gobernación), connu comme le « grand électeur », qui s’occupait de s’assurer que son gouvernement jouisse d’une large majorité au Parlement. « le fait que dans certains noyaux urbains l’opposition pût inverser cette réalité, n’en reste pas moins un fait presque anecdotique. Le contrôle politique depuis le haut, la pratique du turno par le biais de la fraude électorale est ce qui constitue l’essence des pratiques politiques de l’Espagne de la fin du siècle ». « Dans certaines villes — Madrid, Barcelone, Valence… — les choses changèrent effectivement en faveur d’une politique moderne, basée sur l’opinion publique ; la preuve en est que la représentation républicaine fut plus nombreuse et constante, arrivant à certaines occasions à atteindre la majorité des députés qu’élisaient ces grandes noyaux de population ; avec le passage du temps, les socialistes finiraient aussi par être élus ; en Catalogne, les nationalistes parvinrent à envoyer une représentation significative au Congrès à Madrid ; la même chose doit être dite des carlistes en Navarre. Mais cette représentation de députés se perdait irrémédiablement dans l’ensemble national : sur les environ 400 sièges du Congrèsm le maximum de députés républicains fut de 36, en 1903, et celui de socialistes, 7 en 1923 ». Les districts électoraux, tous uninominaux, continuèrent d’être majoritaires — 200 députés —, tandis que les districts urbains étaient réunis à de larges zones rurales, car il s’agissait de districts plurinominaux ou de circonscriptions — 114 au total — dans lesquels on élisait entre 3 et 8 députés, en fonction de la population, si bien que les votes des zones rurales ensevelissaient les votes urbains moins contrôlables par les réseaux de caciques.
Une autre réforme réside dans l'approbation en mai 1889 du Code civil qui, avec le Code pénal de 1870 et le Code du commerce de 1885, configure définitivement l’« édifice juridique du nouvel ordre bourgeois » en appliquant au domaine privé ce que la Constitution de 1876 avait représenté pour le domaine public. Ce Code civil inclut également le droit civil foral (es) et respecte le droit canonique catholique relativement au mariage.

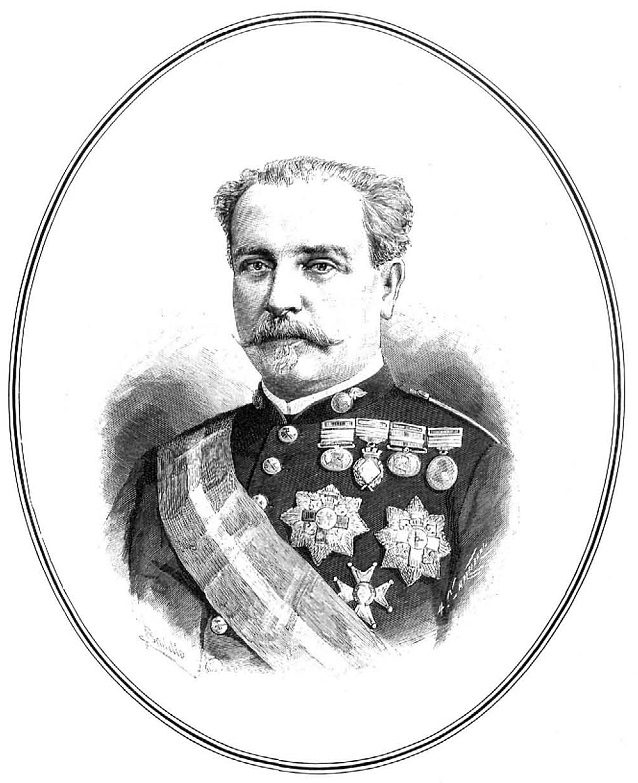
Portrait du général Manuel Cassola, gravure publiée dans La Ilustración Española y Americana.

Le gouvernement échoua dans sa tentative de réforme de l’Armée, dont la situation « était, dans son ensemble, très déficiente en comparaison avec d’autres armées nationales » car « plus que comme une institution pensée pour la guerre, elle était organisées pour les tâches de garnison et d’ordre public, avec des troupes mal dotées, des recrues forcées, un excès de commandements [chefs et officiers], et avec une structure organisative peu adéquate ». L’Armée jouissait d’une grande autonomie dans le régime de la Restaurationm, ce qui fut le prix à payer pour qu’elle accepte de se soumettre au pouvoir civil, mais aussi la cause fondamentale de l’échec de sa réforme : « Toute réforme devait être abordée avec l’aquiescement des commandements. Une tâche extrêmement délicate, étant donné que la situation d’hypertrophie, l’excès d’officiers, le mauvais équipement et un esprit de corps, fondé sur une forte tradition d’auto-recrutement, avait fait des Forces armées une réalité peu perméable aux demandes et contrôles externes ». Ainsi, le projet de loi présenté en juin 1887 par le ministre de la Guerre, le général Manuel Cassola, ne fut pas approuvé par les Cortès en raison de la forte opposition qu’il suscita parmi les conservateurs, à commencer par Cánovas lui-même, et parmi les militaires parlementaires, conservateurs comme libéraux. Un des points les plus polémiques fut la proposition d’établir un service militaire obligatoire sans rédemption ni remplacements, qui permettaient aux fils de familles aisées de ne pas entrer dans les rangs en échange d’une somme d’argent déterminée ou d’envoyer un autre jeune homme en remplacement. En juin 1888, Cassola démissionna et le gouvernement choisit d’imposer par décret les parties les moins controversées de la loi et qui n'avaient pas été contestées par les Cortès. Le loi « supprima les grades honorifiques, les emplois supérieurs à l’emploi effectif, la mobilité entre armes à l’exception de quelques corps spéciaux ; elle établit la promotion à l’ancienneté en temps de paix et la possibilité en temps de guerre d’échanger volontaire une promotion au mérite avec une médaille ».

### Renforcement du mouvement ouvrier: FTRE, UGT et refondation du PSOE
En raison de la lenteur du processus d’industrialisation, la classe ouvrière resta une minorité au sein des classes travailleuses urbaines, essentiellement concentrée en Catalogne et dans les zones minières de Biscaye et des Asturies. Les conditions de travail dans les industries et les mines étaient très dures. Vers 1900, la journée de travail moyenne était de 10 à 11 h avec un salaire d'entre 3 et 4 pesetas quotidiennes dans les usines et les ateliers, entre 3.25 et 5 pesetas dans les mines, et de 2.5 pesetas dans la construction. En ce qui concerne la classe ouvrière agricole — ou « prolétariat rural » —, les salaires restèrent bas pour permettre la rentabilité des exploitations si bien que les journaliers continuèrent de constituer le secteur des classes rurales qui vivait dans les pires conditions. Leurs salaires étaient significativement inférieurs à ceux des ouvriers industriels — entre 1 et 1.5 pesetas quotidienne vers 1900 — et ils n’avaient pas de travail toute l’année. La situation en Andalousie et Estrémadure était spécialement scandaleuse : « les gains obtenus par le travail à la tâche de tous les membres de la famille, du matin au soir, plus de 16 heures par jour [en été], dans les périodes de moisson, le gaulage des oliviers et la récolte des olives, ou de la vendange ne suffisaient pas à assurer ne serait-ce qu’une alimentation suffisante pour toute l’année, lorsque le travail était seulement sporadique ».

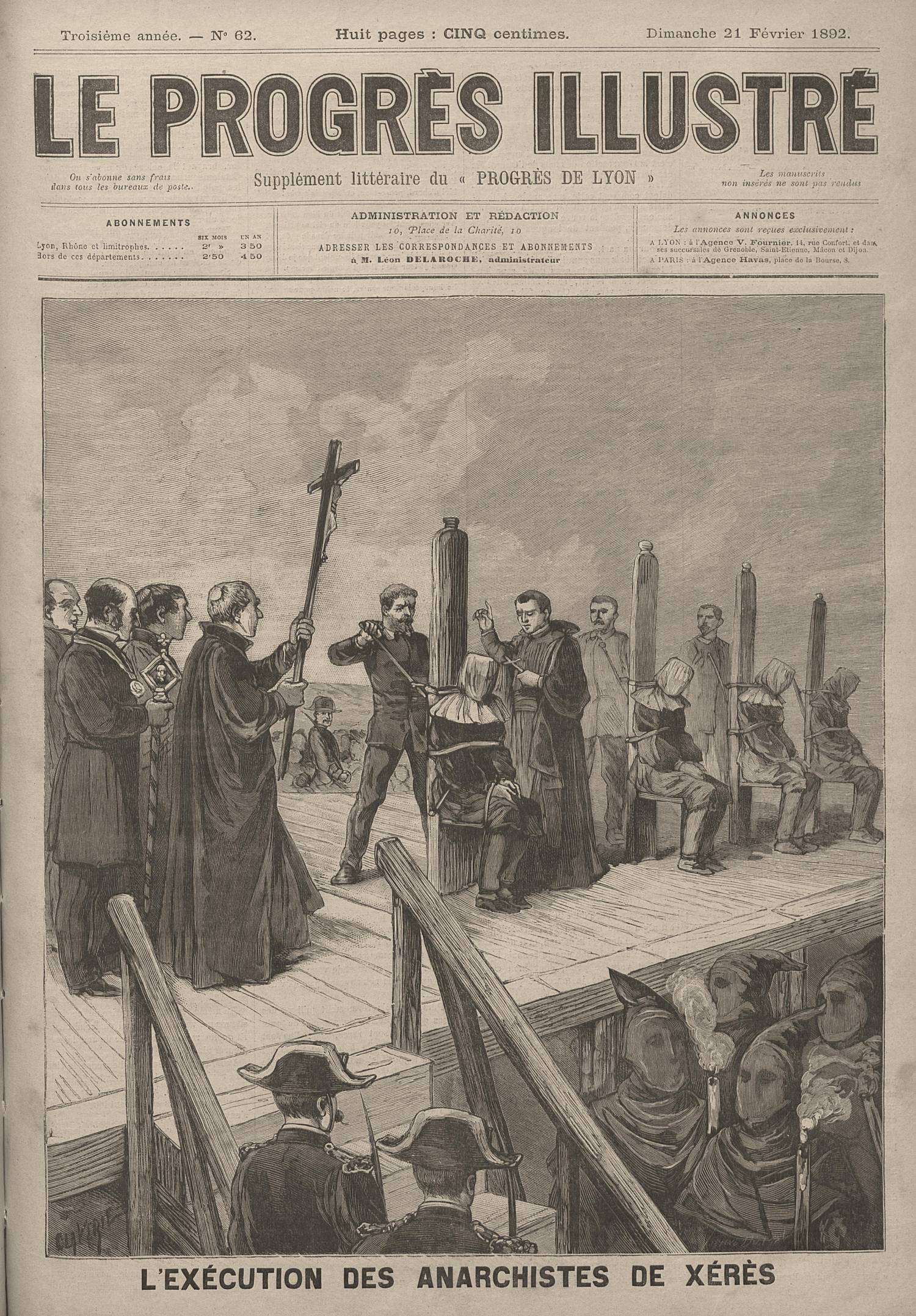
Exécution des condamnés pour les événements de Jerez de 1892, une de Le Progrès Illustré.

L’approbation de la loi sur les associations renforça les organisations ouvrières qui s’étaient formées dans le cadre de la libéralisation politique mise en marche par le premier gouvernement de Sagasta de 1881-1883 et qui leur avait permis d'agir dans la légalité. Ce fut le cas de l’anarcho-syndicaliste Fédération des travailleurs de la région espagnole (FTRE) fondée à Barcelone en septembre 1881 et qui parvint presque à atteindre les 60 000 affiliés regroupés dans 218 fédérations, dans leur majorité des journaliers andalous et des ouvriers industriels catalans. La FTRE fut dissoute en 1888 lorsque s’imposa la secteur de l'anarchisme qui critiquait l’existence d’une organisation publique, légale et avec une dimension syndicale et qui, au contraire, défendait le « spontanéisme » — étant donné que tout type d’organisation limitait l’autonomie individuelle et pouvait « distraire » ses composants de l’objectif basique, la révolution, en plus de favoriser l’« embourgeoisement » —. Face à elle, la tendance « syndicaliste » défendait le renforcement de l’organisation pour, à travers des grèves et d’autres formes de lutte, arracher aux patrons des améliorations salariales et des conditions de travail. Le triomphe de la tendance « spontanéniste » et « insurrectionnaliste » fut favorisé par la brutale répression que le gouvernement mena contre les anarchistes andalous sur la base des assassinats et vols présumés attribués à la Mano Negra en 1883, mystérieuse organisation clandestine dont l’existence n'est pas assurée et qui quoi qu'il en soit n’avait rien à voir avec le FTRE. Bien que le mouvement anarchiste restât présent à travers de publications et d’initiatives éducatives, la dissolution de la FTRE ouvrit « le chemin pour la prédominance des actions individuelles de caractère terroriste, pour la propagande par le fait qui prolifèrerait au cours de la décennie suivante ».

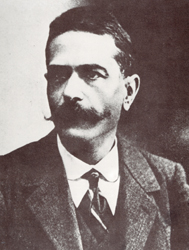
Antonio García Quejido, premier président de l’Union générale des travailleurs (UGT).

Pour leur part les socialistes, qui en mai 1879 avaient fondé le Parti socialiste ouvrier espagnol (PSOE) — dont l’objectif était, comme l'affirma son périodique El Socialista, de « fournir l'organisation de la classe travailleuse dans un parti politique, différent et opposé à tous ceux de la bourgeoisie » —, convoquèrent un Congrès ouvrier célébré à Barcelone en août 1888 et dont surgit le syndicat Union générale des travailleurs (UGT), dont Antonio García Quejido fut le premier président. Dix jours plus tard, toujours à Barcelone, le PSOE célébra son premier congrès (es), qui approuva ce qui serait connu sous le nom de programa máximo (« programme maximal ») et désigna Pablo Iglesias comme son premier président.

Intégré dans la Deuxième Internationale, le PSOE célébra sa première Journée internationale des travailleurs le dimanche 4 mai 1890 pour revendiquer la journée de 8 heures ainsi que l’interdiction du travail pour les mineurs de moins de 14 ans. la réduction de la journée de travail à 6 h pour les jeunes entre 14 et 18 ans, l'abolition du travail nocturne et l’interdiction du travail des femmes dans toutes les branches de l’industrie « qui affectent particulièrement l’organisme féminin ». El Socialista publia : 

« Aujourd’hui les travailleurs peuvent faire sentir leur force pacifiquement […] sur la classe privilégiée. Demain, lorsque l’organisation du prolétariat sera complète, et la bourgeoisie ne voudra pas céder devant la raison qui assiste celui-là et le pouvoir qui l'accompagne, l’heure sera venue d’agir de façon révolutionnaire. »

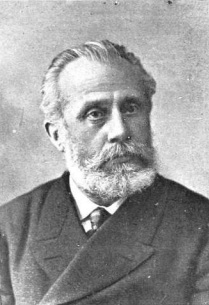
Pablo Iglesias, photographie de Manuel Compañy.

Toutefois, à différence des organisations anarchistes, la croissance du PSOE et de son syndicat l’UGT fut très lente et ne s’enracina jamais en Andalousie ou en Catalogne. Dans la dernière décennie du XIXe siècle, ils n’étaient parvenus à s’implanter pleinement que parmi les mineurs de Biscayes, grâce au travail de Facundo Perezagua, et des Asturies. « Le faible nombre de votes obtenu aux élections de 1891 donne une idée de la faiblesse socialiste : guère plus de 1 000 à Madrid ; et environ 5 000 dans toute l’Espagne. Vers 1910, en se présentant en solitaire, le PSOE ne parvint jamais à rassembler plus de 30 000 votes dans tout le pays ; et il n’obtint aucun député ».
La lente croissance des organisations ouvrières s’explique par un processus d’industrialisation limité et le fait que le républicanisme demeura le cadre basique de référence politique pour les secteurs ouvriers et populaires. Ce qui séparait fondamentalement ce mouvement des deux tendances ouvrières — anarchisme et socialisme — était l’absence de questionnement par les républicains des fondements de la société capitaliste, étant donné que ses partis étaient « interclassiste », si bien qu’ils défendaient seulement la réforme de cette société avec des mesures comme « le développement du coopérativisme, la constitution de jurys mixtes [pour résoudre les conflits entre patrons et ouvriers], la concession de crédits à faible taux d’intérêts aux paysans ou la répartition de certaines terres et, dans certains cas, des mesures interventionnistes de la part de l’État, comme la réduction par la loi de la journée de travail ou la réglementation des conditions dans lesquelles il était réalisé ».
Depuis les milieux catholiques, on tenta de créer un mouvement ouvrier confesionnel sur la base de l’encyclique papale Rerum novarum publiée en 1891, qui encourageait à prendre des initiatives sociales. En Espagne apparurent les Círculos Católicos de Obreros (« Cercles catholiques d’ouvriers »), promus par le jésuite Antonio Vicent (es), ainsi que les associations professionnelles mixtes.

### Nationalisme espagnol et expansion des régionalismes

#### Le nationalisme espagnol: un processus denation buildingdéficient
Après l’échec de l'expérience fédérale de la Première République et la troisième défaite de l’insurrection carliste, la Restauration se caractérise par la consolidation d’un État centraliste basé sur un strict contrôle des administrations provinciale et locale par le gouvernement — y compris dans les provinces basques, dont les fors furent abolis en 1876 —. La processus de nation building a suivi son cours mais depuis son versant le plus conservateur, en centrant l’idée d’Espagne non sur la libre volonté de ses citoyens — la « nation politique » — mais dans son « être » historique, dans lequel le catholicisme et la langue castillane jouaient un rôle prépondérant. Les plus grands représentants de cette conception « organico-historiciste » de la « nation espagnole », qui s’opposait à celle libérale et républicaine de la nation politique, furent Marcelino Menéndez Pelayo, Juan Vázquez de Mella et le fondateur du régime de la Restauration, Antonio Cánovas del Castillo lui-même. Selon cette conception, l’Espagne était « un organisme historique de substance ethno-culturelle basiquement castillane, qui fut forgée tout au long des siècles et qui est, par conséquent, une réalité objective et irréversible ».

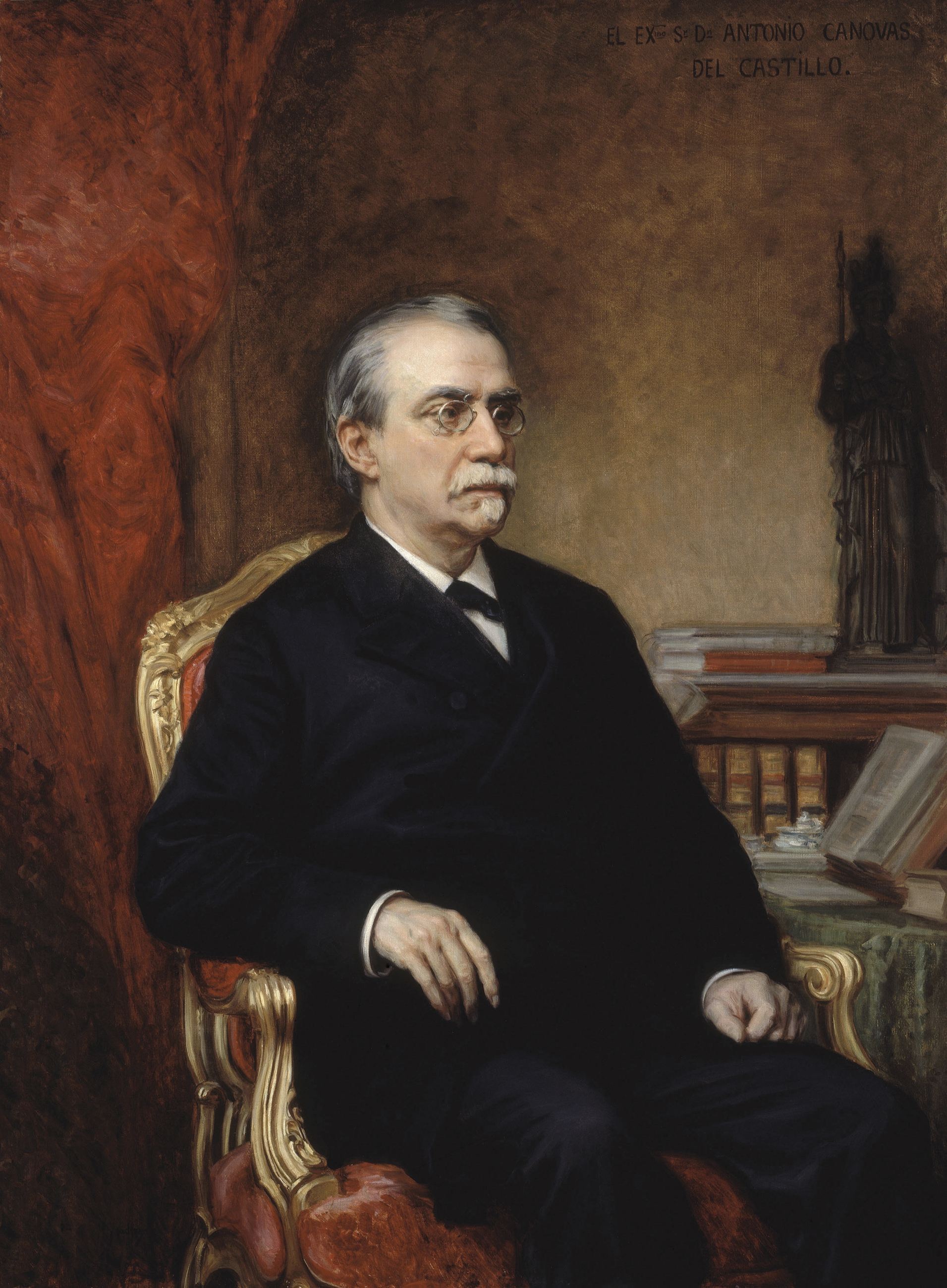
Antonio Cánovas del Castillo était président du gouvernement à la mort d’Alphonse XII.

Cependant, en dépit du renforcement du centralisme dans l’organisation de l’État, le processus de construction nationale espagnol eut une intensité plus faible que dans d’autres pays européens, en raison de la faiblesse de l’État lui-même. Ainsi, ni l’école ni le service militaire obligatoire ne remplirent les fonctions de « nationalisation » qu’ils eurent, par exemple, en France, où l’identité « française » supplanta les identités régionales et locales. Ainsi, tandis qu’en France le français s’imposa comme seule langue véhiculaire et le reste des langues — qualifiées péjorativement de « dialectes » — connurent un recul extrêmement important et leur usage fut considéré comme un signe d’inculture, en Espagne, les langues différentes du castillan — catalan, galicien et basque — se maintinrent dans leurs territoires respectifs, surtout au sein des classes populaires.
Le processus de nationalisation espagnol fut également limité à cause de l’exclusion de la participation politique, non seulement de toutes les tendances hors de celles représentées dans les deux partis dynastiques mais encore de la majorité de la population. Parmi les travailleurs en particulier, une autre limitation provint du développement des organisations socialistes et anarchistes qui défensaient l’internationalisme et non le nationalisme. Le vote espagnoliste progressa néanmoins, du moins dans les grandes villes, comme l’illustrèrent les manifestations d’exaltation nationaliste en 1883 — en soutien au roi Alphonse XII lors de son retour d’un séjour en France où il avait reçu un accueil hostile en raison de la position pro-allemande qu’il avait pu manifester —, 1885 — en raison du conflit avec l’Allemagne autour des îles Carolines —, en 1890 — autour d’Isaac Peral et de son invention du sous-marin à propulsion électrique — ou en 1893 — au motif de la première guerre de Melilla —.

#### Développement des régionalismes: Catalogne, Pays basque et Galice
Au cours des années 1880, l’expansion des régionalismes ou nationalismes périphériques (bien que la composante nationaliste proprement dite soit relative et variable dans ces discours) s’explique par une dialectique complexe qu’ils entretiennent avec le nationalisme central espagnol, dont la faiblesse est à la fois la cause et la conséquence des premiers. Dès lors, l’opposition à l’État centraliste ne fut plus l’appanage des carlistes et des fédéralistes, mais était également assumée par ceux qui se sentaient et se réclamaient de patries distinctes, spécialement en Catalogne, au Pays basque et en Galice, à ce moments désignées comme des « régions » ou « nationalités ». Certains en vinrent même à affirmer que l’Espagne n'était pas une nation mais un État formé de plusieurs nations. C’est ainsi qu’apparut une nouvelle problématique en Espagne, qui serait plus tard qualifiée de « question » ou « problème régional », et qui suscita une réaction immédiate dans les secteurs espagnolistes. « Une bonne partie de la presse, à Madrid et dans les provinces, commence à regarder avec défiance, voire une certaine hostilité, les activités culturelles et régionalistes et leurs demandes de statut co-officiel des langues non castillanes, prétention que différentes personnes qualifière de « séparatisme » voilé ».

##### Catalogne

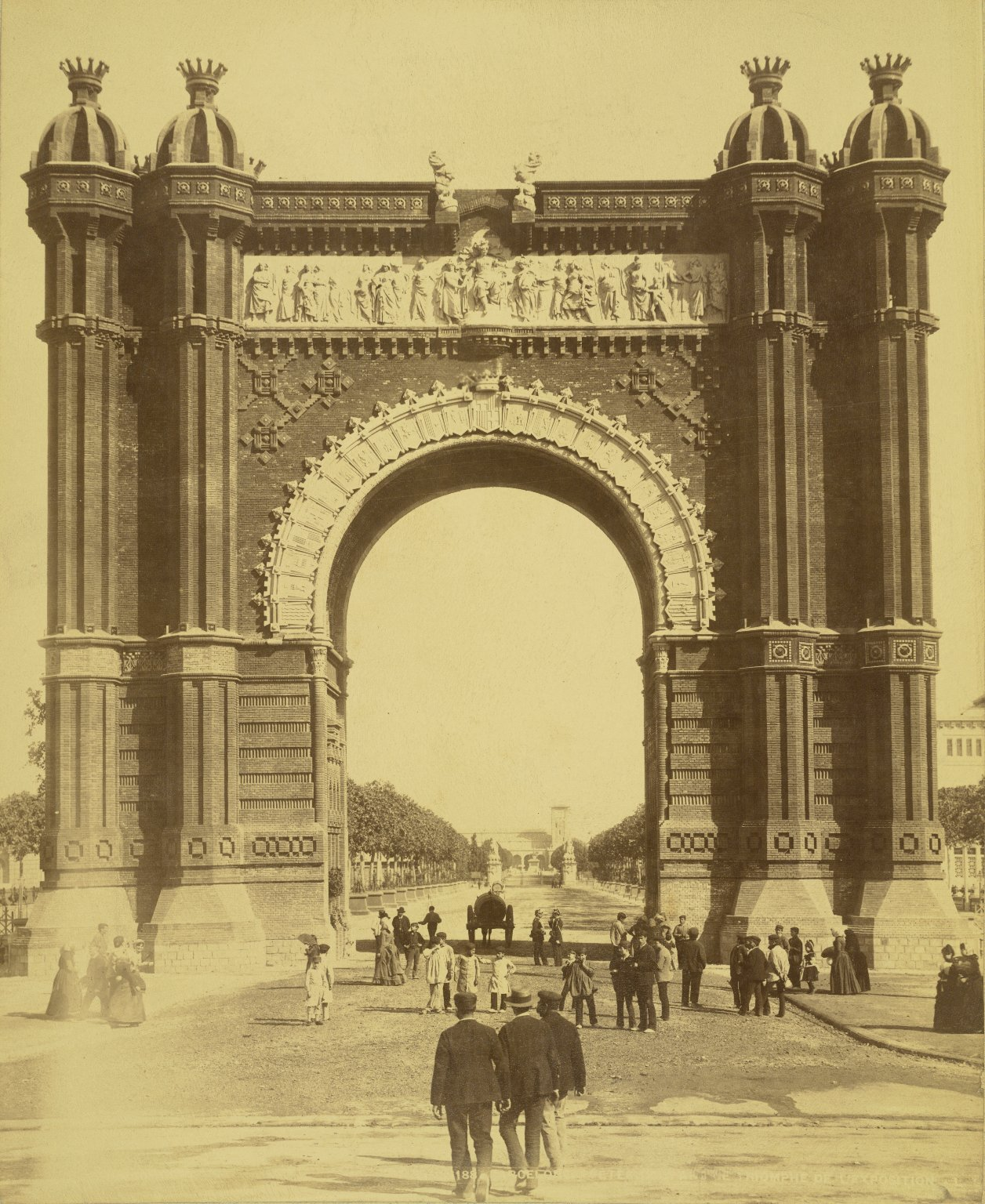
arc de triomphe de Barcelone, construit pour l’Exposition universelle de Barcelone de 1888.

En Catalogne, après l'échec du Sexenio Democrático, un secteur du républicanisme fédéral mené par Valentí Almirall, prit un virage catalaniste et rompit avec la plus grosse partie du Parti fédéral que dirigeait Francisco Pi y Margall. En 1879, Almirall fonda le Diari Català, le premier journal entièrement écrit en langue catalane, qui eut toutefois une brève existence — il ferma en 1881 —. L’année suivante fut convoqué le premier congrès catalaniste (es) dont surgirait en 1882 le Centre Català, première entité catalaniste clairement revendicative, qui ne se constitua néanmoins pas en parti politique mais comme organisation de diffusion du catalanisme et groupe de pression sur le gouvernement. En 1885, le roi Alphonse XII présenta un Mémorial des griefs (es) (Memorial de Greuges), dans lequel étaient dénoncés les traités commerciaux qui allaient être signés et les propositions d’unification du  code civil espagnol ; en 1886 fut organisée une campagne contre l'accord commercial en cours de négociation avec le Royaume-Uni — qui culmina avec le meeting du théâtre Novedades de Barcelone (es) qui réunit plus de 4 000 personnes —, suivie d’une autre en 1888 en défense du droit civil catalan traditionnel, qui atteignit ses objectifs — elle fut qualifiée de « première victoire du catalanisme » par un chroniqueur de l'époque —.

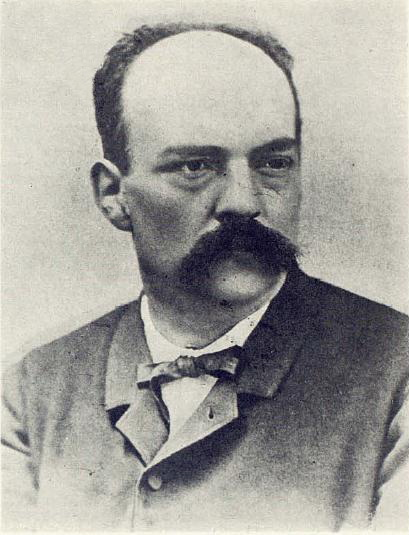
Valentí Almirall est considéré comme le fondateur du catalanisme politique.

En 1886, Almirall publia son œuvre fondamentale Lo Catalanisme, dans laquelle il défendait le « particularisme catalan » et la nécessité de reconnaître « les personnalités des différentes régions dans lesquelles l’histoire, la géographie et le caractère des habitants ont divisé la péninsule ». Ce livre constitua la première formulation cohérente et étendue du « régionalisme » catalan et eut un impact important — des décennies plus tard, Almirall fut considéré comme le fondateur du catalanisme politique —. Selon Almirall, l’État espagnol était fondamentalement  constitué de deux communautés : la catalane (positiviste, analytique, égalitaire et démocratique) et la castillane (idéaliste, abstraite, généralisatrice et dominatrice), si bien que « la seuile possibilité de démocratiser et moderniser l’Espagne était de céder la division politique du centre ankylosé à la périphérie plus développée pour vertébrer "une confédération ou État composite", ou une structure duale similaire à celle de l’Autriche-Hongrie ». Au cours de la même décennie, les symboles du catalanisme commencèrent à connaître une certaine diffusion. À la différence par exemple du nationalisme basque, la plupart d’entre eux n’eurent pas besoin d’être inventés, car ils pré-existaient à leur récupération par le nationalisme : le drapeau catalan — les quatre barres de sang, 1880 —, l’hymne — Els Segadors, 1882 —, le jour de la fête « nationale » — le 11 septembre, 1886 —, la danse « nationale » — la sardane, 1892 —, les deux saints patrons de la Catalogne —  Saint Georges et la Vierge de Montserrat, 1881 —.
En 1887, le Centre Català connut une crise comme conséquence de la rupture entre les deux courants qui le composient, l’un plus à gauche et fédéraliste mené par Almirall, et un autre plus catalaniste et conservateur regroupé autour du journal La Renaixensa, fondé en 1881. Les partisans de ce dernier abandonnèrent le Centre Català en novembre pour fonder la Lliga de Catalunya, à laquelle s’unit le Centre Escolar Catalanista, une association d’étudiants universitaires dont faisaient partie les futurs leaders du nationalisme catalan : Enric Prat de la Riba, Francesc Cambó et Josep Puig i Cadafalch. Dès lors, l’hégémonie du catalanisme passa du Centre Català à la Lliga, ces membres présentant à la régente un second mémorial de griefs à l’occasion des Jeux floraux de 1888, dans lequel il demandaient entre autres le rétablissement du Parlement de Catalogne — « les Corts generals libres et indépendantes » de la « nation catalane » —, le service militaire volontaire, l’officialité de la langue catalane en Catalogne, l'enseignement en catalan, un tribunal suprême catalan et que le roi prête serment « en Catalogne sur ses constitutions fondamentales ».

##### Pays basque

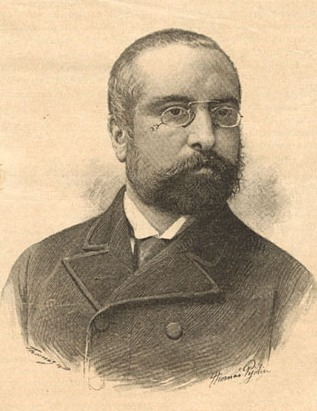
Arturo Campión, figure la plus importante de la foraliste Association Euskera de Navarre.

L’opposition à l’abolition définitive des fors basques en 1876, après la fin de la troisième guerre carliste, fut un moteur du développement du « régionalisme » au Pays basque. Le président du gouvernement Cánovas del Castillo avait tenté de négocier avec les partisans libéraux des fors l’« arrangement foral » qui restait en suspens depuis l’approbation de la loi de confirmation des fors de 1839, mais il échoua, si bien qu’il finit par l’imposer par une loi qui fut approuvée aux Cortès le 21 juillet 1876, considérée comme celle qui abolit effectivement les fors basques, mais qui se limita en réalité à supprimer les exemptions fiscale et militaire dont avaient joui jusqu'alors l’Alava, le Guipuscoa et la Biscaye, car elles étaient incompatibles avec le principe d’« unité constitutionnelle » — la nouvelle Constitution venait tout juste d’être approuvée —. Toutefois, Cánovas souhaitait parvenir à un accord avec les fueristas « transigeants », qui contribuerait à la pacification complète du Pays basque, si bien qu’il fit en sorte que la loi autorisât le gouvernement à réaliser la réforme des restes de l’ancien régime foral, ce qui se traduisit deux ans plus tard dans les décrets du régime de concerts économiques (es) de 1878 qui supposaient l’autonomie fiscale du Pays basque — les trois députations basques percevraient les impôts et en livreraient une partie au Trésor central —, dont la Navarre jouissait déjà.
L’accord négocié avec les « transigeants » fut rejeté par les fueristas « intransigeants », qui jugèrent les accords économiques insuffisants. C’est ainsi que surgit l’Association Euskara de Navarre, fondée à Pampelune en 1877 et dont la figure la plus notable était Arturo Campión, et la Société Euskalerria de Bilbao, fondée en 1880 et présidée par Fidel Sagarmínaga. Les euskaros navarrais défendirent la formation d’un bloc fuerista basco-navarrais au-dessus des divisions entre carlistes et libéraux, et adoptèrent comme slogan « Dieu et les Fors », le même que les euskalerriacos de Bilbao, qui défendaient comme eux l’union basco-navarraise.

##### Galice

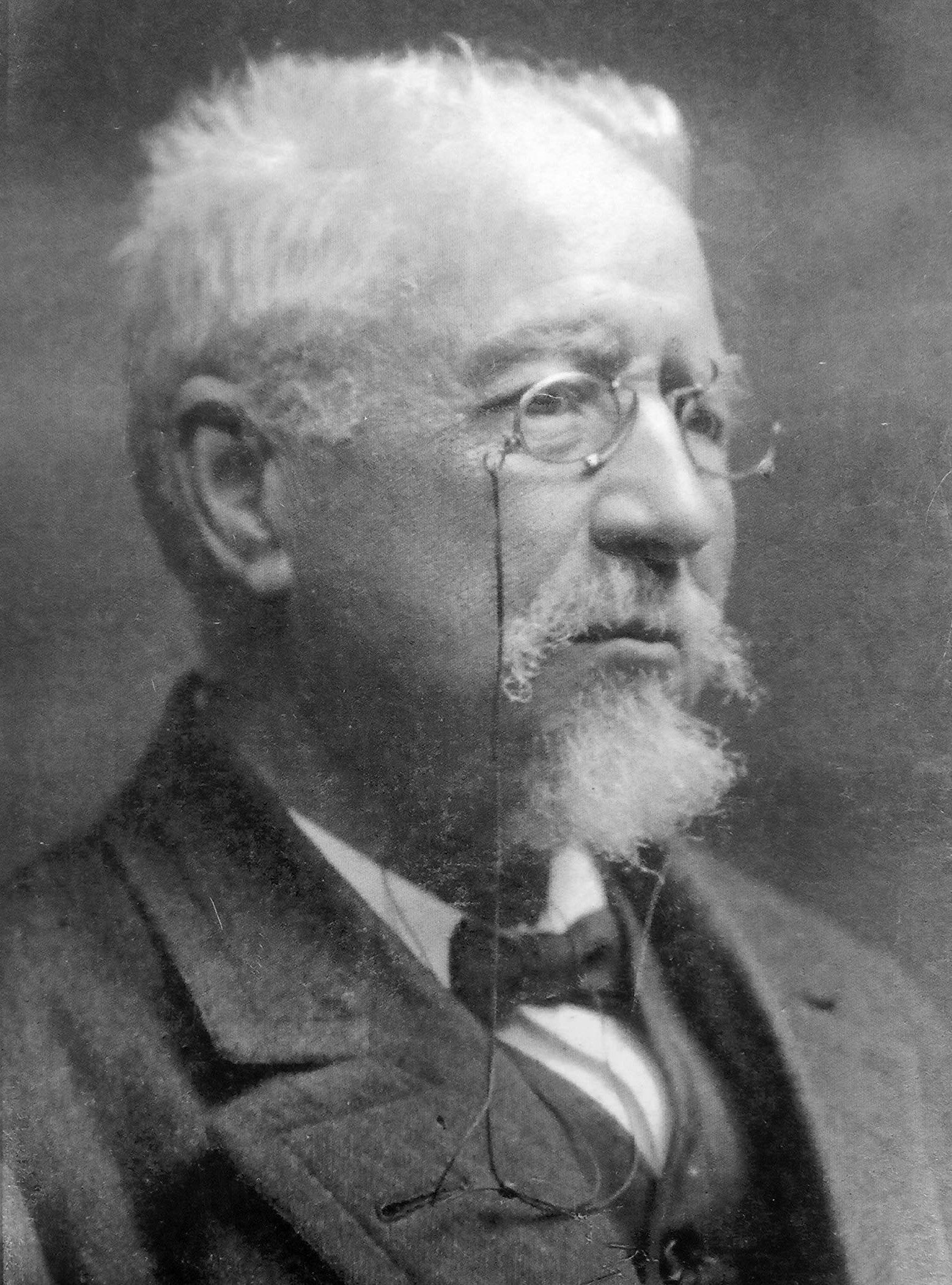
Manuel Murguía.

En Galice, entre 1885 et 1890 et en parallèle avec la Catalogne, le « provincialisme », qui était apparu dans les années 1840 dans les rangs du progressisme et qui basait le particularisme de la Galice sur la supposée origine celte de sa population, sa langue et sa culture propres — revalorisées par le Rexurdimento —, se transforma en régionalisme. Cette position de défense des « intérêts généraux de la Galice » et d’une « politique galicienne » est le point de convergence de personnes issues de milieux disparates, ce qui amène la co-existence de trois courants dans le galéguisme naissant : l’une libérale, héritière directe du provincialisme progressiste, et dont le principal idéologue était Manuel Murguía ; une autre fédéraliste, de moindre poids ; et une troisième traditionaliste menée par Alfredo Brañas. Toutes trois confluèrent au début de la décennie suivante dans la création de la première organisation du galéguisme, l’Association régionaliste galicienne (en), qui ne développa qu’une activité politique limitée au cours de sa courte existence (1890-1893), surtout en raison des tensions entre traditionalistes et libéraux, spécialement aigües à Saint-Jacques-de-Compostelle.

### La «dépression agraire»: libre-échangistes contre protectionnistes

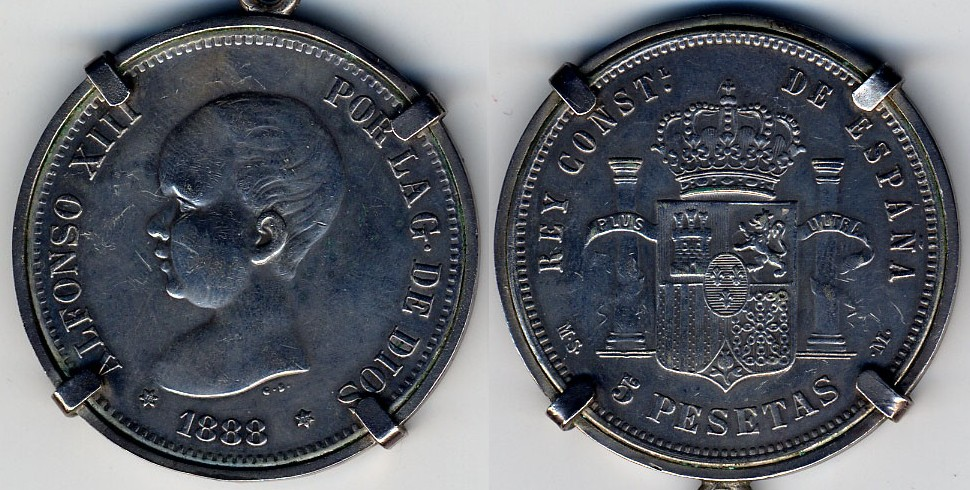
Monnaie de 5 pesetas frappée en 1888 à l’effigie d'Alphonse XIII âgé de 2 ans.

Au milieu des années 1880 se firent sentir en Espagne les effets de la dépression agraire surgie en Europe une dizaine d’années auparavant et caractérisée par la baisse de la production et la chute des prix à cause de l'arrivée de produits agricoles des « nouveaux pays » — Argentine, États-Unis, Canada, Australie — avec des coûts de production plus bas et dont les coûts de transport s’étaient considérablement réduits grâce aux avancées dans la navigation à vapeur. La dépression se manifesta par une réduction des exportations, qui affecta particulièrement le secteur céréalier, concentré en Castille, mais aussi d’autres secteurs comme celui de la betterave sucrière ou la viande — par exemple, l’élevage galicien perdit ses marchés extérieurs en Grande-Bretagne —.

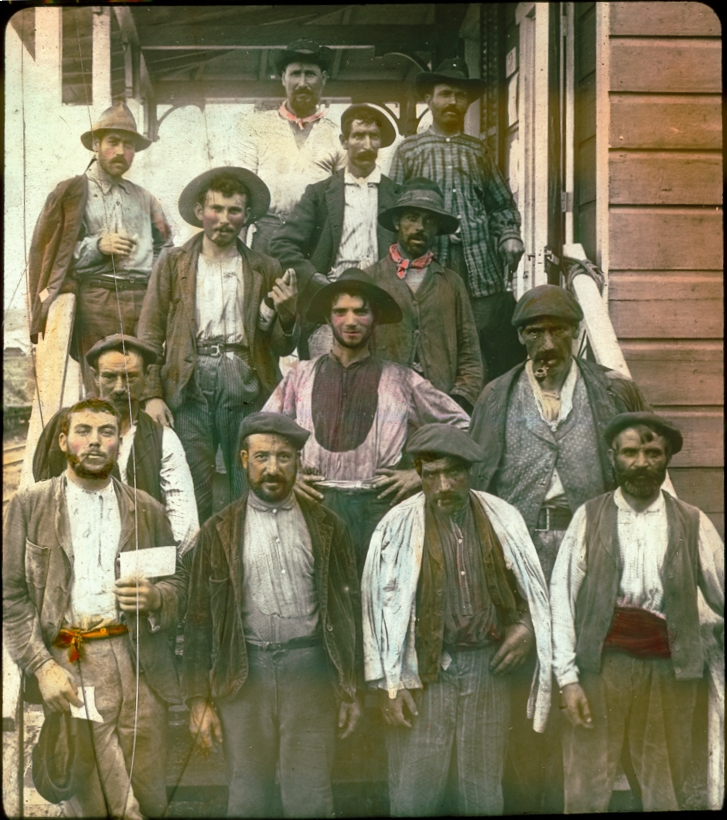
Travailleurs espagnols dans la construction du canal de Panama (vers 1900).

La crise agraire entraîna la stagnation des salaires des journaliers — entre 1870 et 1890, le salaire moyen était d’une peseta quotidienne dans les travaux ordinaires, et un peu plus durant les récoltes, très en-deçà des salaires agricoles européens — et de nombreux petits propriétaires et fermiers furent ruinés, un grand nombre d’entre eux choisissant finalement d’émigrer : sur les 725 000 personnes — environ 60 000 annuellement — qui émigrèrent entre 1891 et 1900 en Amérique du Sud — surtout en Argentine, Uruguay, au Brésil et à Cuba —, 65 % étaient des cultivateurs. 
Les grands propriétaires céréaliers castillans, spécialement les producteurs de blé, formèrent en 1887 la Liga Agraria (« Ligue agraire ») afin de faire pression sur le gouvernement pour qu’il adopte des mesures protectionnistes, comme l’avaient fait d’autres pays européens, afin de réserver le marché interne aux céréales autochtones, faisant courir le risque d’une hausse des prix préjudiciables aux consommateurs, notamment les plus modestes, les obligeant à consacrer une part plus importante de leurs revenus à l'achat d’aliments, ce qui à la longue pourrait mettre un frein à l’industrialisation. La bourgeoisie catalane du secteur textile, très affectée par la dépression agraire qui provoquait une chute de ses ventes, se joignit à la campagne protectionniste. C’est ainsi que se forma un front commun castillano-catalan, formalisé par la célébration à Barcelone en 1888 du Congrès économique national. La même année fut célébrées à Valladolid une manifestation et une assemblée massives, qui furent suivies d’autres à Séville, Guadalajara, Tarragone et Les Borges Blanques (province de Lérida). En 1889 la Liga Agraria célébra sa deuxième assemblée. Au cours de la décennie suivante, les patrons du secteur métallurgique basque s’unirent à leur tour au mouvement. 

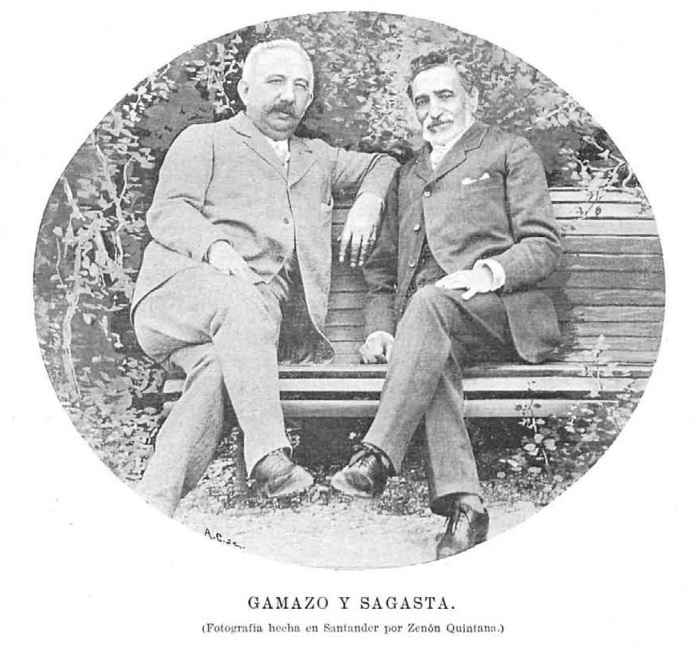
Germán Gamazo et Práxedes Mateo Sagasta.

Le cacique Germán Gamazo, ministre d’Outre-mer dans le gouvernement Sagasta, se plaça à la tête de la Liga Agraria, bien qu’agissant davantage en réponse aux intérêts d’« amis politiques » qu’il dirigeait qu’à la pression des propriétaires terriens regroupés dans la Liga. Cela explique que les « gamacistes » n’appuyèrent pas le mouvement protectionniste jusqu’à l'été 1888 — alors que celui-ci était apparu bien avant —, qu’ils instrumentalisèrent dans l’opération politique menée par plusieurs factions libérales pour déstabiliser le gouvernement de Sagasta, et qu’ils le freinèrent lorsque, à l’été suivant, ils cherchaient un accord avec celui-ci.
Ainsi, la lutte entre protectionnisme et libre-échangisme suscita d’importantes tensions au sein du gouvernement Sagasta, car la majorité de ses membres, menés par Segismundo Moret, ministre d'État, restaient fidèles à la politique de libre-échange qu’avaient traditionnellement défendue les libéraux — de fait, c’est le premier gouvernement Sagasta de la Restauration qui en 1881 avait levé la suspension de la cinquième base de la réforme des droits de douane de Laureano Figuerola approuvée en 1869, au cours du Sexenio Democrático, qui établissait le démantèlement progressif de toutes les barrières douanières —. Les libéraux furent néanmoins amenés à réviser leur approche, à commencer par Moret lui-même, jusqu’à adopter une « troisième voie pragmatique » qui consista à ne pas augmenter les droits de douane tout en n'appliquant pas les baisses de ces tarifs prévues dans le texte de Figuerola.

## Stabilisation du régime de la Restauration (1890-1895)
La première moitié des années 1890 constitue la période de « plénitude » institutionnelle du système canoviste qui succéda au Sexenio Democrático. Après ces cinq années de relative stabilité au cours desquels s’était produite une normalisation du turno — alternance entre conservateurs et libéraux —, le régime du faire face « à plusieurs problèmes qui ne figuraient pas dans son agenda politique : le problème ouvrier (es), la cristallisation d’un nationalisme périphérique et, finalement, la question coloniale elle-même qui mena à la guerre d’émancipation cubaine, d’abord, et à la guerre hispano-américaine, dont la défaite marque la crise de fin de siècle, plus tard ».

### Nouveau gouvernement conservateur de Cánovas del Castillo (1890-1892)

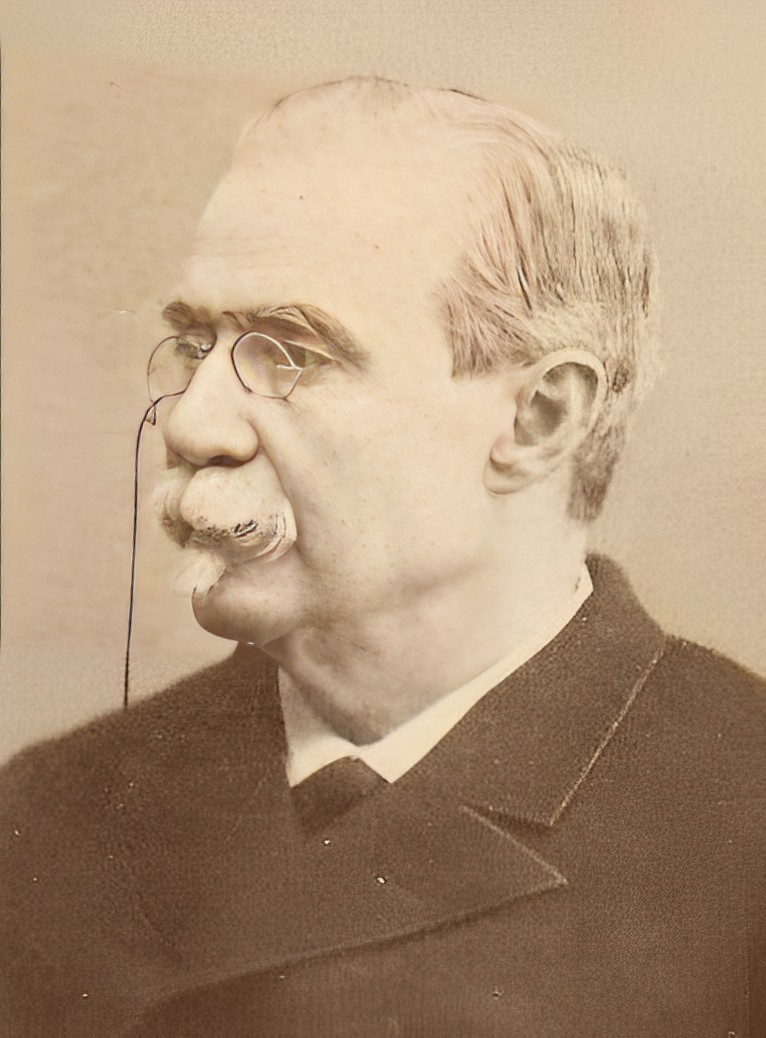
Antonio Cánovas del Castillo, leader du Parti conservateur et artisan du régime politique de la Restauration, aussi dit canoviste.

Après l’approbation du suffrage universel masculin, point phare du programme libéral, Sagasta céda le pas à Cánovas qui forma son cinquième gouvernement en  juillet 1890, quelques jours seulement après le vote de la loi aux Cortès. Le motif premier du changement fut apparemment la menace adressée à Sagasta par Francisco Romero Robledo de rendre publics certains documents sur la concession d’une ligne de chemin de fer à Cuba qui impliquaient son épouse — « un potentat cubain paya plus de 40 000 pesetas or pour les documents que, des mois plus tard, Moret détruisit » —. Un autre scandale qui pesa pour le changement au gouvernement fut celui qui entoura la prison Modelo de Madrid (es) — entre les mains des libéraux, comme le conseil municipal de la capitale —, révélé à la suite des enquêtes sur le crime de la rue Fuencarral (es), que les prisonniers entraient et sortaient librement de l’établissement.
Le nouveau gouvernement ne modifia pas les réformes introduites par les libéraux, comme le confirma le message de la régente lors de l’inauguration des Cortès élues en 1891 : « Le gouvernement n’a pas l’intention de présenter à vote examen aucune restriction des réformes politiques et juridiques qui, menées à terme dans les premiers jours de la Régence, constituent un état légal digne de respect ». C’est ainsi que fut scellée une condition fondamentale du système politique de la Restauration : les avancées libérales étaient respectées par les conservateur, si bien que « le régime se consolidait à partir d’un équilibre entre la conservation et le progrès ». C’est ainsi que le gouvernement Cánovas fut celui qui organisa les premières élections au suffrage universel célébrées en février 1891, au cours desquelles la machinerie de la fraude fonctionna à nouveau, les conservateurs obtenant une large majorité au Congrès des députés (253 sièges, face à 74 pour les libéraux, et 31 pour les républicains). Cánovas avait déjà exprimé ne pas craindre la « gestion pratique » (« manejo práctico ») du suffrage universel, en dépit de l’augmentation considérable du nombre de votants, passant de 800 000 à 4 800 000.

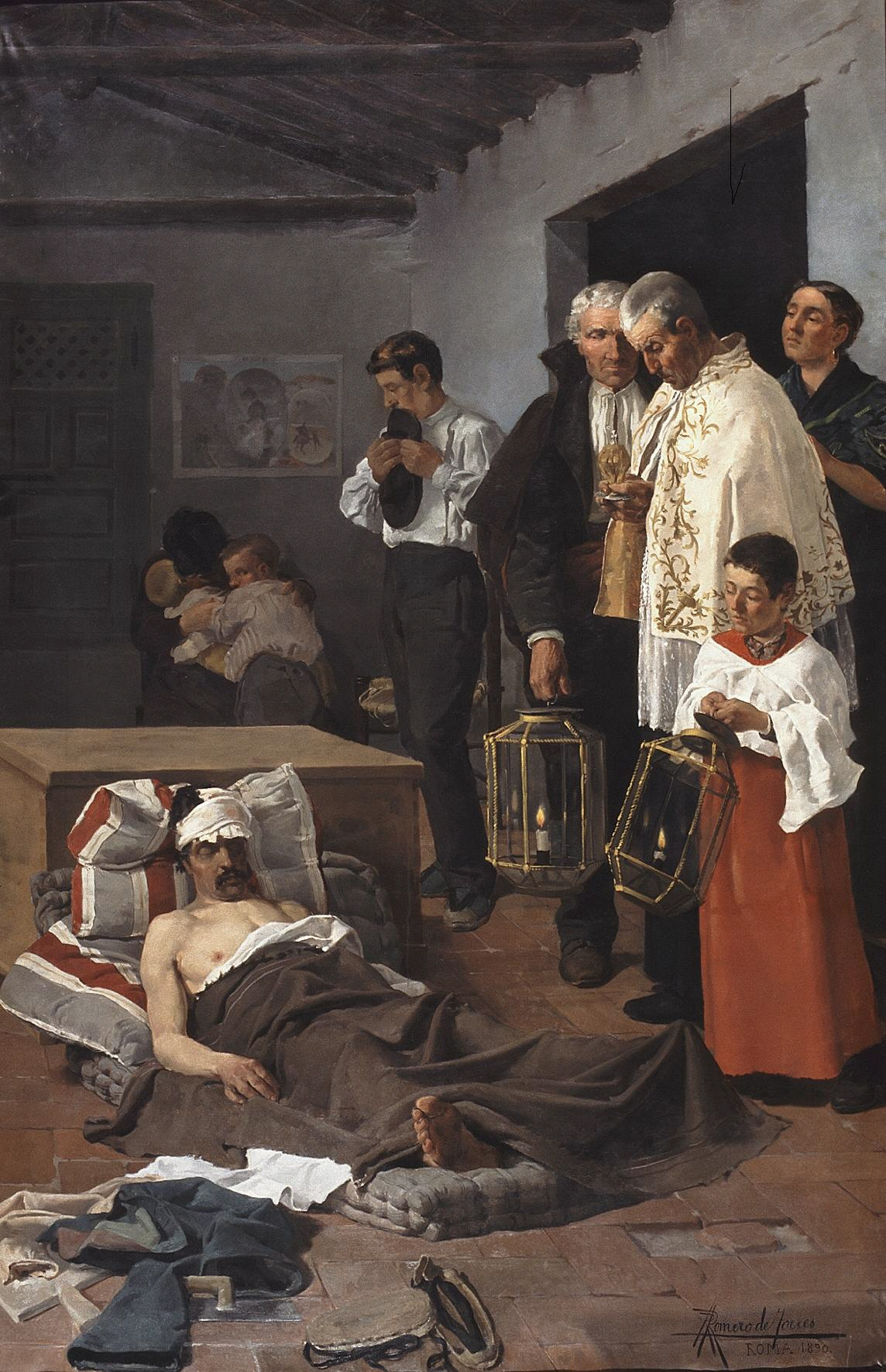
El albañil herido ou Los últimos sacramentos (Le Maçon blessé ou Les Derniers Sacrements, 1890), de Rafael Romero de Torres. Ce tableau montre à voir la manière d’aborder les problèmes sociaux de la part de secteurs idéologiques opposés à l’intervention de l'État qui fut notamment dénoncée par le président du gouvernement Antonio Cánovas del Castillo.

Le gouvernement Cánovas annonça qu’une fois conclues les réformes politiques et juridiques il souhaitait donner priorité aux questions économiques et sociales « en développant un régime de protection efficace à toutes les branches du travail », avec une attention particulière à « tout ce qui concerne les intérêts de la classe travailleuse ». Sur ce dernier point, les réformes furent néanmoins largement obstruées par l'opposition aux tentatives d’approuver les premières lois sociales, y compris dans les rangs du Parti conservateur lui-même. Par exemple, le député Alberto Bosch y Fustegueras, de la faction dirigée par Romero Robledo, se manifesta contre la limitation des heures de travail des femmes et enfants avec l’argument suivant : 

« Limiter le travail est la plus odieuse et la plus étrange des tyrannies ; limiter le travail de l’enfant est entraver l’éducation technologique et l’apprentissage ; limiter le travail des femmes […] est même empêcher que la mère fasse le plus beau des sacrifices […] le sacrifice indispensable dans certains cas pour maintenir le foyer de la famille. »

Lorsqu’à la fin de 1890 le chef du gouvernement Cánovas parla à l'athénée de Madrid de la nécessité de l'intervention de l'État pour résoudre la question sociale en alléguant de l’insuffisance des attitudes morales — la charité du riche et la résignation du pauvre —, le penseur catholique traditionaliste Juan Manuel Ortí y Lara  l’accusa de « tomber dans le gouffre du socialisme, en violant les principes de la justice, qui consacrent le droit de la propriété », louant par la suite « l’office de la mendicité, [qui] ne répugne pas à la religion ; au contraire, la religion l'a sanctionné […] et l’ennoblit. […] Le spectacle de la mendicité [développe] l’esprit chrétien ».
La mesure la plus importante prise par le gouvernement fut le dénommé Arancel Cánovas de 1891, nouveau tarif douanier qui dérogea celui libre-échangiste mis en place par Laureano Figuerola de 1869 et établit de fortes mesures protectionnistes pour l'économie espagnole, qui furent complétées avec l'approbation l’année suivante de la loi des relations commerciales avec les Antilles (es). Le gouvernement satisfaisait ainsi les demandes de certains secteurs économiques — essentiellement l'agriculture céréalière castillane et le textile catalan — tout en se situant dans la lignée avec la tendance internationale de cette époque. Cánovas justifia l’abandon du libre-échange dans un opuscule intitulé De cómo he venido yo a ser doctrinalmente proteccionista (« De comment je suis devenu doctrinairement protectionniste »), en avançant davantage des motifs nationalistes espagnoles que des raisons économiques.

### Apparition des nationalismes catalan et basque
En 1892, année où le gouvernement Cánovas organisa les actes de célébration du quadricentenaire de la découverte de l'Amérique (es), se produisirent deux évènements qui eurent d’importantes répercussions dans le futur : l’approbation par la récemment créée Unió Catalanista, première organisation du nationalisme catalan pleinement politique, des Bases de Manresa, document fondateur du catalanisme politique, et la publication du livre de Sabino Arana Bizkaya por su independencia, acte de naissance du nationalisme basque.

#### Nationalisme catalan: Unió Catalanista et Bases de Manresa

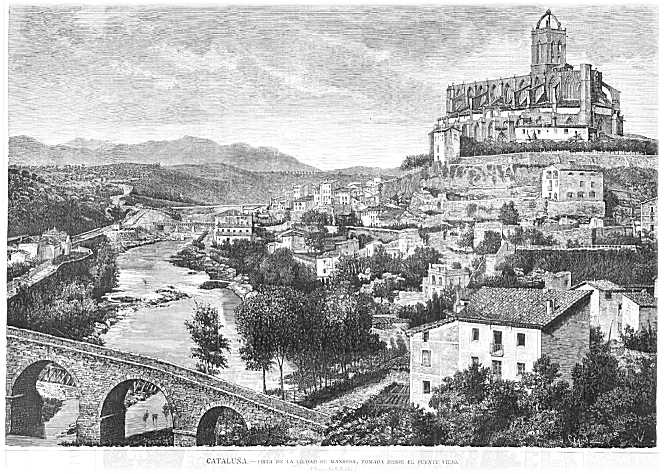
Manresa en 1881.

En 1891 la Lliga de Catalunya proposa la formation de l'Unió Catalanista, qui obtint immédiatement le soutien des entités et de la presse catalanistes, ainsi que de particuliers — à différence de ce qui était survenu quatre ans plus tôt avec l'échec du Gran Consell Regional Català proposé par Bernat Torroja, président de l'Associació Catalanista de Reus, qui avait eu des prétentions similaires —. L’Unió célébra sa première assemblée à Manresa en mars 1892, à laquelle assistèrent 250 délégués en représentation d’environ 160 localités et où furent approuvées les Bases per a la Constitució Regional Catalana (« Bases pour la Constitution régionale catalane »), plus connues comme les Bases de Manresa et souvent considérées comme l’« acte de naissance du catalanisme politique », du moins dans son versant conservateur.
« Les Bases sont un projet autonomiste, absolument pas indépendantiste, de caractère traditionnel et corporatiste. Structurées en 17 articles, elles défendent la possibilité de moderniser le Droit civil, l'officialité exclusive du catalan, la réservation aux [Catalans] natifs des charges publiques, y compris les militaires, la comarque comme entité administrative basique, la souveraineté intérieure exclusive, une assemblée régionale d’élection corporative, un tribunal supérieur de dernière instance, l'élargissement des pouvoirs municipaux, le service militaire volontaire, un corps d'ordre public et une monnaie propres et un enseignement sensible à la spécificité catalane ».

#### Nationalisme basque: Sabino Arana et la fondation du PNV
En 1892 Sabino Arana Goiri publia le livre Bizkaya por su independencia, qui représente l'acte de naissance du nationalisme basque. Arana était né dans l’elizate d’Abando — qui serait finalement annexé en tant que district au territoire de Bilbao à la fin du siècle — au sein d’une famille bourgeoise, catholique et carliste. Le dimanche de Pâques de 1882, alors qu’il avait 17 ans, sous l’influence de son frère Luis, il se convertit du carlisme au nationalisme bizkaitarra — un fait que 50 ans plus tard, en 1932, le Parti national basque (PNV) célébra comme le premier Aberri Eguna, le jour de la patrie basque —. Arana se consacra dès lors à l'étude du basque — qu’il ne connaissait pas, le castillan étant la langue de sa famille —, de l’histoire et du droit (les fors) de la Biscaye, qui le confirmèrent dans la révélation de son frère Luis, selon laquelle la Biscaye n’était pas l’Espagne.

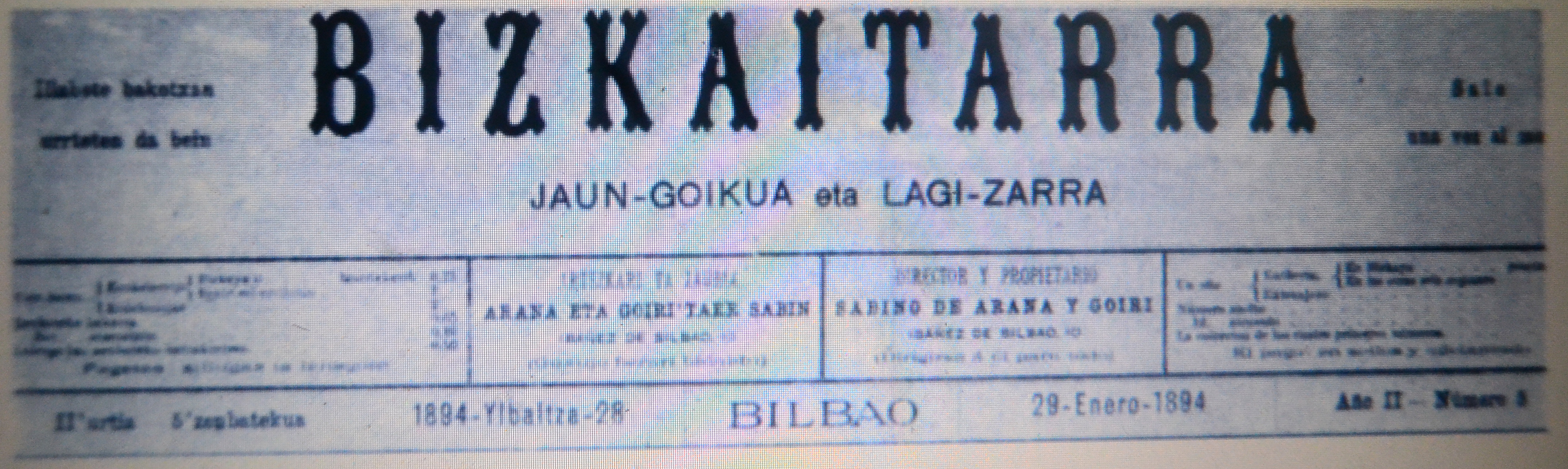
Manchette du périodique Bizkaitarra avec le slogan Jaun-Goikua eta Lagi Zarra (Dieu et Vieille Loi) qui sera aussi celui du PNV.

Il définit sa doctrine politique en juin de l’année suivante dans son discours de Larrazábal (es), prononcé devant un groupe d’euskalerriacos (autonomistes modérés) menés par Ramón de la Sota. Dans celui-ci, il expliqua que l’objectif politique du livre Bizcaya por su independencia était de réveiller la conscience nationale des habitants de Biscaye, qui était selon lui leur véritable patrie et non l'Espagne, et adopta le slogan Jaun-Goikua eta Lagi-Zarra (JEL, « Dieu et Vieille Loi »), synthèse de son programme nationaliste. La même année, en 1893, il commença à publier le périodique Bizkaitarra, dans lequel il se déclara « anti-libéral » et « anti-espagnol » — ce dernier qualificatif et ses idées très radicales lui valurent un an et demi d'emprisonnement et la suspension du périodique —. En 1894, Arana fonda l’Euskeldun Batzokija, premier batzoki (es), un centre nationaliste et catholique intégriste très fermé, car il n'eut qu’une centaine de membres en raison de conditions d'admission très strictes. Ce dernier fut également fermé par le gouvernement mais constitua l’embryon du Parti nationaliste basque (Eusko Alderdi JELtzalea, EAJ-PNV) fondé dans la clandestinité le 31 juillet 1895 — fête de Saint Ignace de Loyola, qu'Arana admirait —. Deux ans plus tard, Arana adoptait le néologisme Euskadi — pays des euzkos, ou Basques de race —, car il n'aimait pas le nom traditionnel de Euskal Herria — peuple qui parle basque —.
La proposition nationaliste basque d’Arana se basait sur les préceptes suivants :
- Une conception essentialiste de la nation basque — les nations existent depuis toujours et indépendamment de la volonté de leurs habitants — dont l’« être » propre est constitué par la religion catholique et la « race basque (es) » — identifiée par les noms de famille et non par le lieu de naissance, d’où l'exigence d’avoir les quatre premiers noms de famille (les deux de chaque parent) pour être membre du premier batzoki, bien que le PNV réduisît cette exigence à un seul — et pas la langue basque — en quoi il se différenciait notablement dun nationalisme catalan, dont le trait identitaire le plus important était la langue —. En 1894, Sarana écrivait dans son opuscule Errores Catalanistas (en espagnol, « Erreurs Catalanistes ») : « Si l’on nous donnait à choisir en une Biscaye peuplée de maketos qui parlent seulement l’euskera et une Biscaye peuplée de Biscayens qui parlent seulement le castillan, nous choisirions sans douter cette deuxième car la substance biscayenne avec des accidents exotiques qui peuvent être éliminés et remplacés par ceux naturels est préférable à une substance exotique avec des propriétés biscayennes qui ne pourraient jamais la changer »

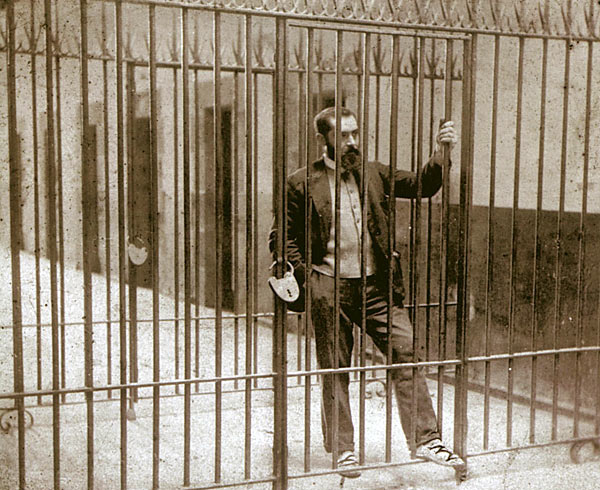
Sabino Arana dans la prison de Larrinaga en 1895

- L’intégrisme catholique et le providentialisme qui l’amène à rejeter le libéralisme, qui selon lui « nous éloigne de notre fin ultime, qui est Dieu », et en conséquence la revendication d’une indépendance de l'Espagne libérale, et d’atteindre ainsi le salut du peuple basque. « Bizkaya, dépendante de l’Espagne, ne peut s’adresser à Dieu, elle ne peut être catholique dans la pratique » et son cri d’indépendance « n’a résonné que pour Dieu », affirma-t-il.
- La nation basque entendue comme antagonique de la nation espagnole, dont les « races », distinctes, ont été ennemies depuis l’Antiquité. La Biscaye, comme le Guipuscoa, l'Alava et la Navarre, ont toujours lutté pour leur indépendance face à l'Espagne, ce qu’ils ont réussi lorsque les rois « espagnols » n’avaient eu d’autres recours que de leur concéder leurs fors. Depuis lors, Selon Arana, les quatre territoires avaient été indépendants de l’Espagne et entre eux, jusqu’à ce qu’en 1839 les fors furent subordonnés à la Constitution espagnole, car il pensait, à la différence des fueristas euskalerriacos, que les deux systèmes juridiques étaient incompatibles. Comme il l'écrivit en 1894 : « En [18]39, la Biscaye tomba définitivement sous le pouvoir de l’Espagne. Notre patrie Bizkaya, passa de nation indépendante qu’elle était, avec ses propres pouvoir et droit, à une province espagnole, une partie de la nation la plus dégradée et abjecte d’Europe ».

Ikurriña avec les proportions originales définies par les frères Luis et Sabino Arana.

- Le peuple basque — défini racialement et pas linguistiquement ni culturellement — a connu une longue dégénérescence, qui a culminé au XIXe siècle avec la disparition des fors. Dans ce processus, les immigrants arrivés au Pays basque — des « envahisseurs » selon Arana — pour travailler dans les mines et les usines — les maketos — sont coupables de tous les maux : de la disparition de la société traditionnelle — avec l’industrialisation, d'où l'anti-capitalisme initial et l’idéalisation du monde rural d'Arana : « La Biscaye fût-elle pauvre et n’eût-elle rien de plus que des champs et du bétail, et nous serions alors patriotes et heureux » — et de sa culture basée sur la religion catholique — avec l'arrivée d’idées modernes anti-religieuses, comme « l’impiété, toute sorte d’immoralité, le blasphème, le crime, la libre pensée, l’incrédulité, le socialisme, l’anarchisme […] » — et le recul de la langue basque.
- La seule forme de mettre fin à la « dégénération » de la race basque est qu'elle récupère son indépendance de l'Espagne, en revenant à la situation antérieure à 1839 — Arana estimait fondamentalement qu’il fallait réclamer la dérogation de la loi de 1839 et non celle de 1876 —. Une fois obtenue l’indépendance, une Confédération d’États basques se constituerait avec les anciens territoires foraux des deux versants des Pyrénées — Biscaye, Guipuscoa, Alava et Navarre, dans la partie sud ; Basse-Navarre, Labourd et Soule dans la partie nord —. Cette hypothétique confédération qu’il dénomma Euskadi serait basée sur l’« unité de la race, dans la mesure du possible » et sur l'« unité catholique », dans laquelle seuls les Basques « de race » et les catholiques confesionnels auraient leur place, excluant ainsi non seulement les immigrants maketos mais également les Basques d’idéologie libérale, républicaine ou socialiste.

### Chute des conservateurs et retour des libéraux (1893-1895) – Apparition du terrorisme anarchiste

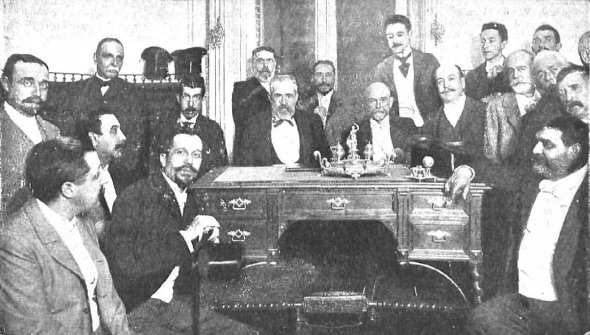
Francisco Romero Robledo (assis à droite de la table) et son groupe d’amis politiques.

Deux tendances cohabitèrent au sein du gouvernement conservateur : l'une menée par Francisco Romero Robledo — qui avait réintégré les rangs du Parti conservateur après son expérience infructeuse dans le Parti libéral-fusionniste — et Francisco Silvela. Le premier incarnait « la domination des pratiques clientélaires, de la manipulation électorale et le triomphe du pragmatisme le plus cru », tandis que le second représentait le réformisme conservateur, qui prétendait rétablir le prestige du régime, le respect de la légalité et la fin des nombreux abus. Face à la nouvelle situation créée par l’implémentation du suffrage universel et la participation des masses dans la vie politique, le président Cánovas s’inclina vers le « pragmatisme » de Romero Robledo, si bien que Silvela quitta le gouvernement en novembre 1891, son départ déclenchant la plus grande crise interne du Parti conservateur[réf. nécessaire].
En décembre 1892, une affaire de corruption à la municipalité de Madrid provoqua la crise du gouvernement Cánovas, que la régente résolut en faisant de nouveau appel à Sagasta — dans le débat qui eut lieu au Congrès, la rupture entre Cánovas et Silvela fut consommée —.  Suivant les usages de la Restauration, Sagasta obtint le décret de dissolution des Cortès et de convocation de nouvelles élections afin de se doter d'une large majorité en soutien du gouvernement. Les élections générales furent célébrées en mars 1893 et, comme on devait s’y attendre, furent un triomphe des candidatures gouvernementales — les libéraux obtinrent 281 députés, face à 61 pour les conservateurs (divisés entre canovistes, 44 sièges, et silvelistes, 17), 33 républicains unionistes, 14 républicains possibilistes (es) et 7 carlistes —.
Sagasta forma un gouvernement dit de notables car il incluait tous les chefs de faction du Parti libéral, y compris le général López Domínguez qui avait réintégré ses rangs, et les républicains possibilistes d’Emilio Castelar — que Cánovas obligea à abjurer de son républicanisme par la voix de Melchor Almagro —, et dut s'efforcer de concilier les postures droitières et protectionnistes de Germán Gamazo avec celles libre-échangistes et plus à gauche de Segismundo Moret. Au portefeuille du Budget, Gamazo se proposa d’atteindre l’équilibre budgétaire mais son projet se vit frustré par l'augmentation des dépenses causée par la brève guerre de Melilla (en), entre octobre 1893 et avril 1894. Le conflit fut déclenché par la construction d’un fort dans une zone proche de Sidi Guariach, à proximité d’où se trouvait une mosquée et un cimetière, ce qui fut considéré par les Rifains comme une profanation. De durs combats eurent lieu, notamment l’épisode du siège du fort de Cabrerizas Altas (es), où près d’un millier d'hommes furent encerclés et qui se solda par 41 morts et 121 blessés parmi les forces espagnoles
Pour sa part, le ministre de l'Outre-mer, Antonio Maura, gendre de Gamazo, mit en marche la réforme du régime colonial et municipal des Philippines afin de les doter d’une plus grande autonomie administrative — malgré l'opposition qu’elle suscita dans certains secteurs du nationalisme espagnol et de l'Église —, mais échoua dans sa tentative de faire de même à Cuba, car la réforme sembla trop avancée au Parti union constitutionnelle, formation cubaine espagnoliste, tout en satisfaisant pas les aspirations du Parti libéral autonomiste cubain. Le projet fut rejeté aux Cortès, où il fut qualifié d'« anti-patriotique », et Maura en vint à être qualifié de « flibustier », d’« ivrogne » et d’« énergumène ». Maura et Gamazo démissionnèrent, ouvrant une grave crise au sein du gouvernement Sagasta.

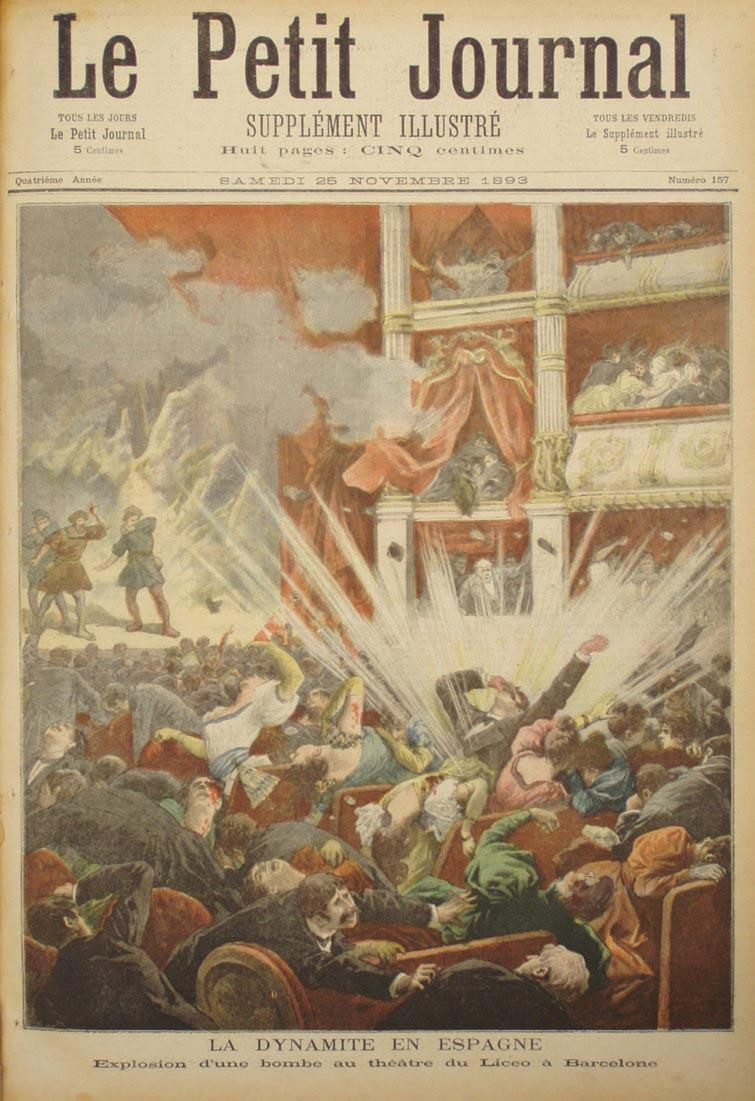
Une du Petit Journal sur l’attentat du Liceu, où une bombe lancée par un anarchiste causa 22 morts et 35 blessés.

Un grave problème auquel dut faire face le gouvernement fut le terrorisme anarchiste de la « propagande par le fait », justifié par ses partisans comme une réponse légitime à la violence de la société et de l'État bourgeois, qui rendait les conditions de vie de nombreux travailleurs intenables, et à la brutale répression policière. Les troubles anarchistes eurent pour épicentre la ville de Barcelone. Le premier attentat important (es) avait eu lieu en février 1892 sur la place Royale de Barcelone, causant la mort d'un chiffonnier et plusieurs autres blessés. Le premier attentat avec un objectif clairement politique (es) se produisit le 24 septembre 1893, dirigé contre le général Arsenio Martínez Campos, capitaine général de Catalogne et l’un des personnages clés de la Restauration. Martínez Campos ne fut que légèrement blessé, mais une personne mourut et d’autres furent blessés à différents degrés. L'auteur de l'attentat, le jeune anarchiste Paulí Pallàs (en) — qui fut fusillé deux semaines plus tard — justifia ses actes comme des représailles aux évènements (es) survenus à Jerez un an et demi plus tôt, au cours desquels environ 500 paysamns tentèrent de prendre la ville pour libérer des camarades emprisonnés dans la nuit du 8 janvier 1892, auxquels les autorités répondirent par une répression brutale et indiscriminée des organisations ouvrières andalouses — après la mort d’un assaillant et de deux habitants de la localité pendant les évènements, quatre ouvriers furent exécutés à l'issue d'un conseil de guerre, seize autres étant condamnés à l'emprisonnement à perpétuité, tous les condamnés ayant dénoncé des aveux obtenus sous la torture —. Avec les mêmes motifs que Pallàs, quelques semaines plus tard, l’anarchiste Santiago Salvador commit l’attentat du Liceu, lançant deux bombes dans le public du grand théâtre du Liceu — dont une seule explosa —, causant 22 morts et 35 blessés, cette succession de « scènes d'horreur » propageant un sentiment d'« alarme […] parmi la population barcelonaise ».
Le gouvernement finit par tomber en mars 1895, car Sagasta démissionna après avoir refusé d'accéder à la demande de Martínez Campos de faire juger par des tribunaux militaires les journalistes des deux journaux dont les rédactions avaient été assaillies par un groupe d'officier mécontents des nouvelles qu’ils avaient publiées et qu’ils considéraient injurieuses. Cánovas revint à la présidence du gouvernement. Un mois auparavant avait commencé la guerre d'indépendance cubaine.

### Première guerre de Melilla (1893-1894)

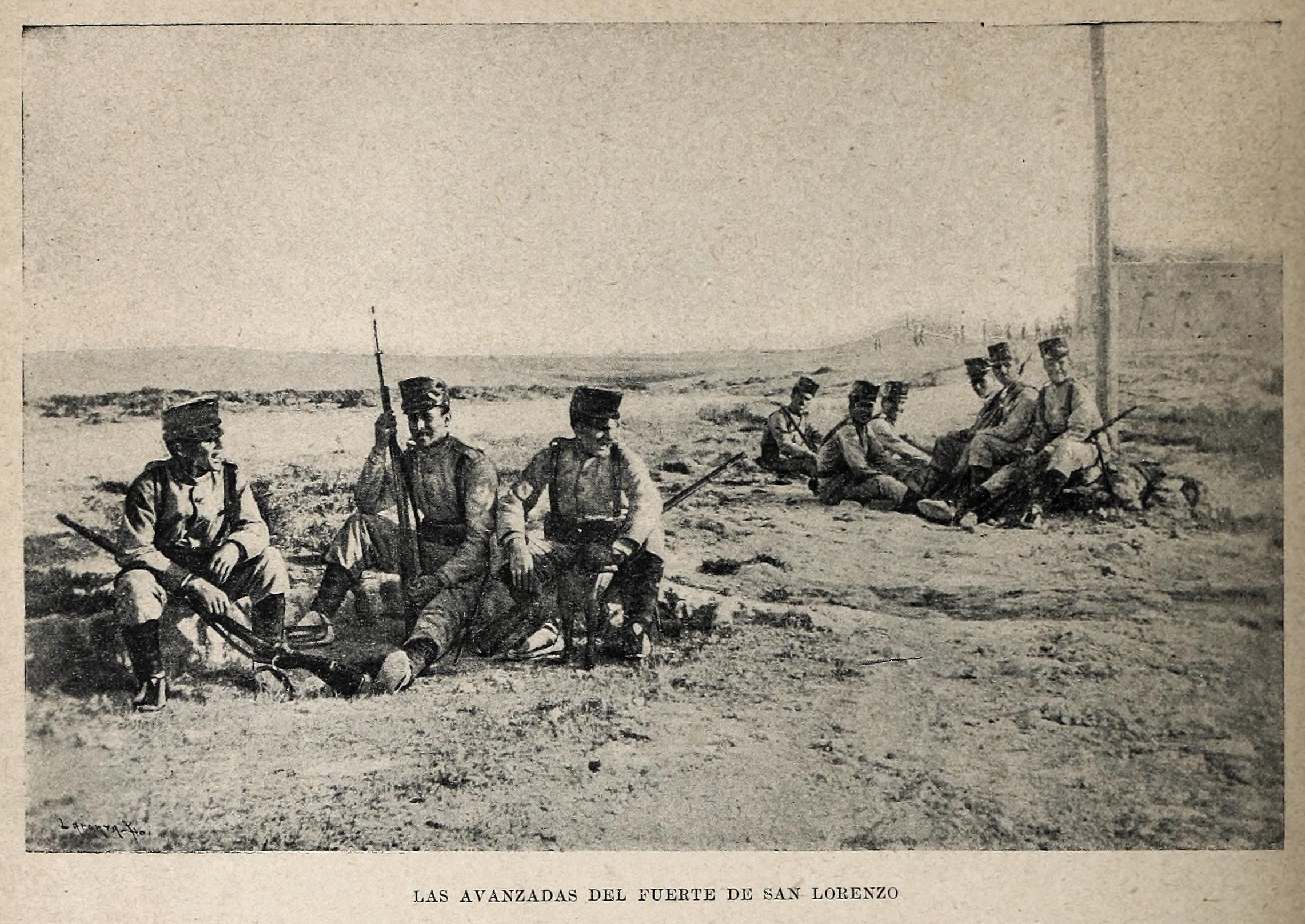
Troupes espagnoles à l’avant-garde du fort de Saint Laurent (Fuerte de San Lorenzo), à Melilla (Blanco y Negro, 4 novembre 1893).

En 1893, les musulmans s’opposèrent à Melilla à la construction du fort de l'Immaculée Conception (es) (Fuerte de la Purísima Concepción) à Sidi Guariach et organisèrent une attaque le 3 octobre. Les 1 463 soldats de la garnison durent faire face à entre 8 000 et 10 000 musulmans. Le ministre de la Guerre, le général José López Domínguez, envoya en renforts un total de 350 militaires sous le commandement du général Ortega (es). 
Lors de la contre-attaque du 28 octobre, le gouverneur Juan García-Margallo mourut à la porte du fort de Cabrerizas Altas. On envoya une flotta qui appuya les troupes espagnoles avec des bombardements. Plus tard, dans la péninsule fut créé un corps expéditionnaire de 20 000 hommes commandé par le capitaine général Arsenio Martínez Campos, dont l'arrivée à Melilla le 29 novembre eut un effet dissuasif qui entraîna la fin des combats, après quoi la construction du fort fut finalisée. Le 5 mars 1894, Martínez Campos signa avec le sultan le traité de Fès, dans lequel ce dernier s’engageait à garantir la paix dans la région et indemnisait l'Espagne de 20 millions de pesetas.

## Crise du tournant du siècle (1895-1902)

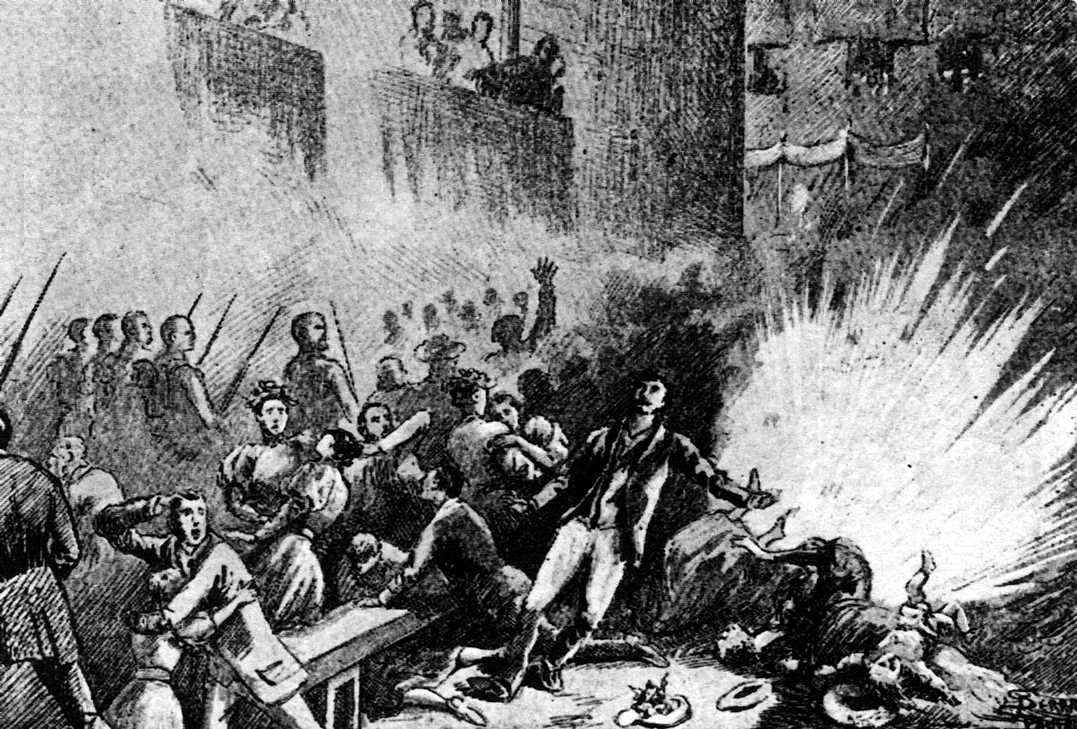
Dessin reproduisant l’explosion de la bombe dans la procession de la Fête-Dieu en 1896 dans la rue Canvis Nous de Barcelone. La répression de attentat dans le dénommé procès de Montjuïc suscita une vague de protestations nationale et internationale.

La crise de la fin du siècle fut provoquée par la guerre d'indépendance cubaine, commencée en février 1895 et qui se conclut par une défaite espagnole dans la guerre hispano-américaine de 1898. Cette crise fut aggravée sur le plan intérieur par le terrorisme anarchiste, dont l’attentat le plus impactant eut lieu à Barcelone le 7 juin 1896 lors du passage de la procession de la Fête Dieu dans la rue Canvis Nous en conséquence duquel 6 personnes moururent et 42 autres furent blessées. La répression policière fut violente et indiscriminée, donnant lieu au fameux procès de Montjuïc (es), durant lequel 400 suspects furent emprisonnés au château de Montjuïc, où ils furent brutalement torturés — « ongles arrachés, pieds écrasés par des machines préhenseuses, casques électriques, cigarres écrasés sur la peau… » —. Par la suite, divers conseils de guerre condamnèrent à mort 28 personnes — 5 d’entre elles furent exécutées — et 59 autres furent condamnés à la prison à perpétuité — 63 furent déclarées innocentes mais furent déportées au Rio de Oro —. Le procès de Montjuïc eut une grande répercussion internationale, étant donnés les doutes que l’on avait concernant les preuves sur lesquelles avaient été basées les condamnations — essentiellement des aveus des accusés obtenus sous la torture —, et fit également l’objet d’une campagne de la presse espagnole contre le gouvernement et les « bourreaux », dans laquelle émergea le jeune journaliste Alejandro Lerroux, directeur du journal madrilène républicain El País, qui publia pendant des mois une chronique intitulée Las infamias de Montjuïc (« Les infamies de Montjuïc ») avec les récits des torturés, et entreprit une tournée de propagande dans La Manche et en Andalousie. C’est dans cette atmosphère exaltée de protestations contre les procès de Montjuïc que se produisit l’assassinat du président du gouvernement Antonio Cánovas del Castillo par l’anarchiste italien Michele Angiolillo le 8 août 1897. Práxedes Mateo Sagasta dut de nouveau prendre en charge le gouvernement.

### Guerre à Cuba (1895-1898)

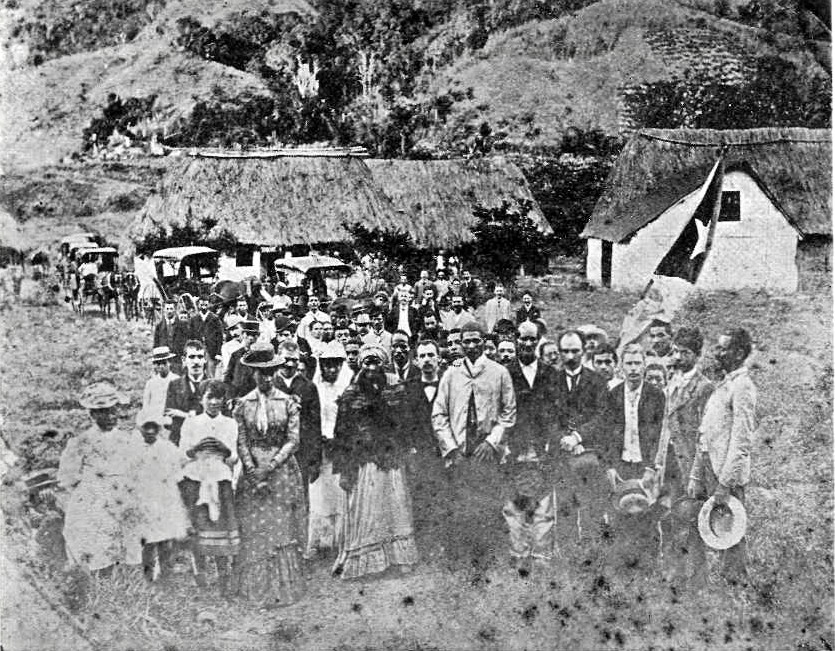
José Martí (quatrième depuyis la droite au premier plan) dans un acte de propagande du Parti révolutionnaire cubain en 1892.

Après la signature de la paix de Zanjón en 1878 qui mit fin à la guerre des Dix Ans, la posture du pouvoir central par rapport à Cuba fut celle de son assimilation à la métropole, comme s’il s’agissait d’une province espagnole supplémentaire — comme à Porto Rico, on lui concéda le droit à avoir des représentants au Congrès des députés de Madrid —. Cette politique d’espagnolisation qui prétendait contrarier le nationalisme sécessionniste cubain se vit renforcée par les facilités concédées pour l’émigration de péninsulaires sur l'île, dont bénéficièrent particulièrement des Asturiens et des Galiciens — entre 1868 et 1894, près de 500 000 personnes arrivèrent à Cuba, dont la population totale s’élevait à 1 500 000 en 1868 —. Les gouvernements de la Restauration n’accordèrent jamais aucun type de mesure favorable à l’autonomie politique car ils considéraient que ce serait faire un pas dans la direction de l’indépendance. Un ancien ministre de l’Outre-mer libéral l’exprima ainsi : « on peut aller à la séparation par de nombreux chemins, mais par le chemin de l’autonomie les enseignements de l’histoire me disent que l’on y va par le chemin de fer ». Cuba était considéré comme une « partie du territoire de la nation, que les politiques devaient conserver dans son intégrité ».
C’est ainsi que ceux-ci rejetèrent la proposition du Parti libéral autonomiste cubain qui, face à l’espagnoliste Parti union constitutionnelle absolument opposé à toute concession, souhaitait « obtenir par des moyens pacifiques et légaux des institutions politiques particulières pour l’île, dans lesquelles ils pourraient participer ». Ils obtinrent néanmoins l’abolition de l’esclavage en 1886. Cependant, le nationalisme cubain indépendantiste poursuivit son essor, alimenté par le souvenir des héros de la guerre et des brutalités espagnoles au cours de celle-ci.

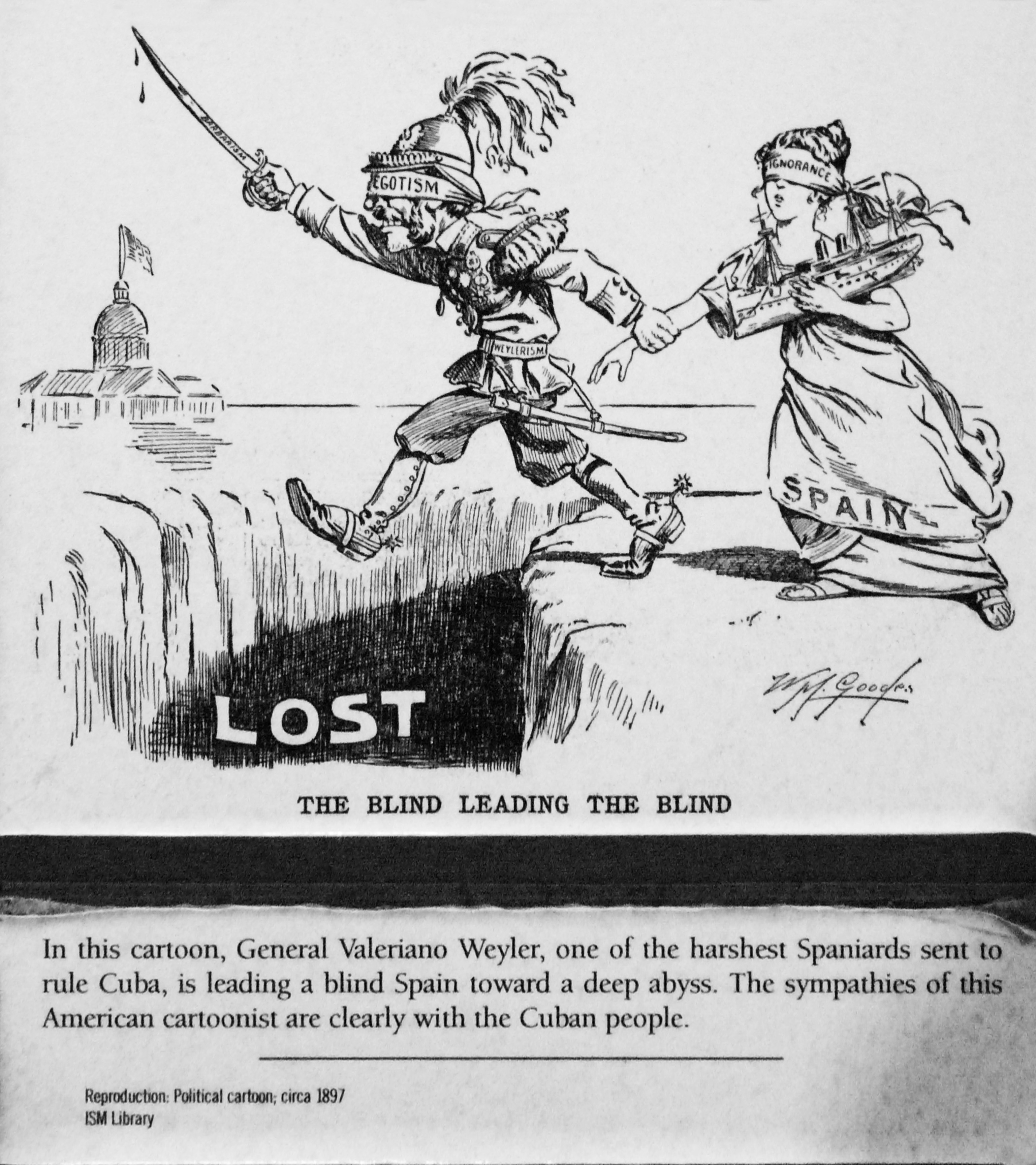
Dessin satirique de la presse des États-Unis représentant le rôle du général Weyler dans la guerre d'indépendance cubaine, intitulé The blind leading the blind (« L’Aveugle conduisant l'aveugle »).

Le dernier dimanche de février 1895, jour du début du carnaval, éclata une nouvelle insurrection indépendantiste à Cuba, planifiée et dirigée par le Parti révolutionnaire cubain (es), forgé par José Martí à New York en 1892, qui mourrait le mois suivant lors d’un affrontement avec les troupes espagnoles. Le gouvernement espagnol réagit en envoyant sur l'île un important contingent militaire — environ 220 000 hommes arriveraient à Cuba en 3 ans —. En janvier 1896, le général Weyler prit le relai du général Martínez Campos — qui n’est pas parvenu à éteindre l’insurrection — à la tête du commandement, décidé à mener la guerre « jusqu’au dernier homme et la dernière peseta ». Weyler prétendit déconnecter les indépendantistes de leurs soutiens populaires en organisant la concentration de la population rurale dans des villes sous le contrôle des forces coloniales et en ordonnant la destruction des récoltes et l’abattage du bétail, susceptibles de servir d’approvisionnement aux rebelles. Ces mesures donnèrent de bons résultats sur le plan militaire mais avec un coût humain colossal : en raison des mauvaises conditions sanitaires et alimentaires, la population déportée fut victime de maladies et un grand nombre de personnes moururent. De plus, de nombreux paysans, n’ayant plus rien à perdre, se joignirent alors aux insurgés. Ces mesures brutales eurent un grand impact sur l'opinion publique internationale, spécialement nord-américaine.
Au même moment, un autre mouvement insurrectionnel indépendantiste surgit dans l'archipel des Philippines, mené par le Katipunan, une organisation nationaliste fondée en 1892. Des méthodes similaires à celles employées par Weyler à Cuba furent mises en œuvre par le général Polavieja. Le principal intellectuel nationaliste philippin, José Rizal, fut exécuté le 30 décembre 1896. Vers le milieu de 1897, Polavieja fut relevé par le général Fernando Primo de Rivera, qui parvint à éteindre la rébellion à la fin de l'année.

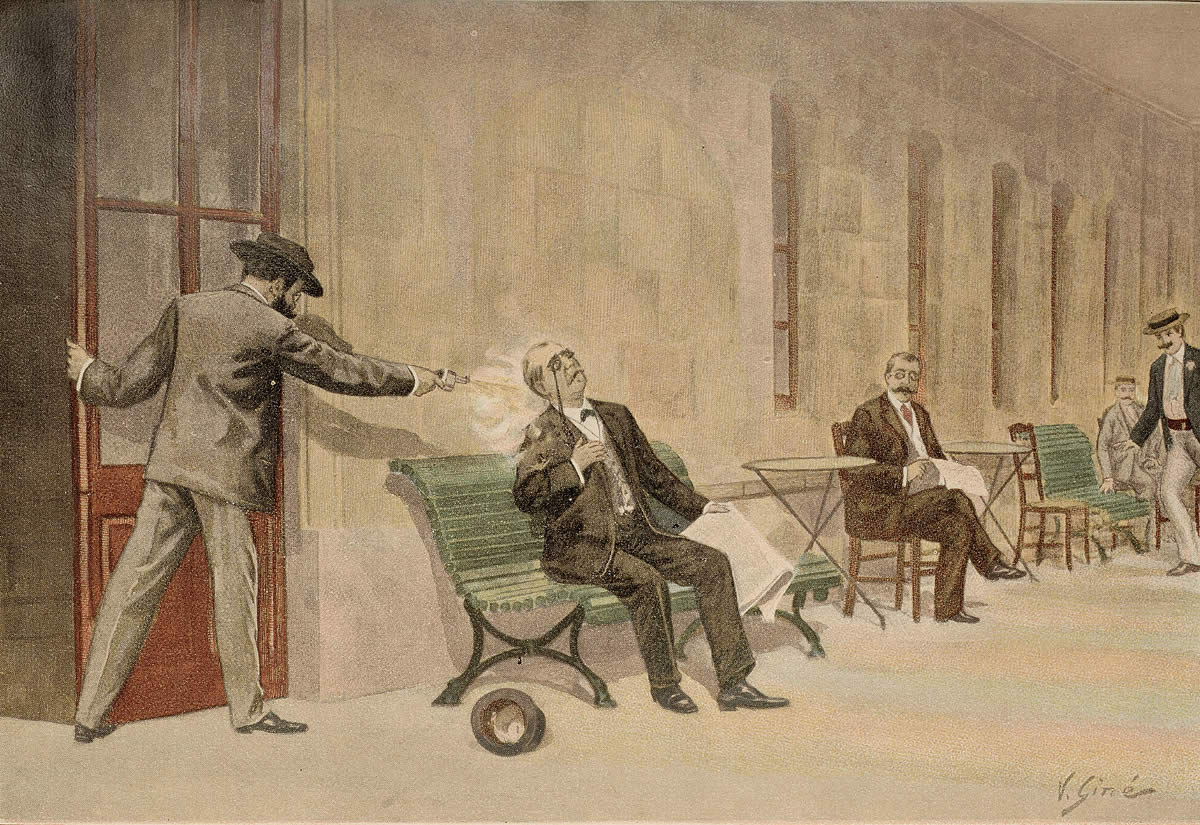
Illustration de l'assassinat du président du gouvernement Antonio Cánovas del Castillo dans un livre de Francisco Pi y Margall.

Le 8 août 1897 était assassiné Cánovas et Sagasta, leader du Parti libéral, dut prendre en charge le gouvernement en octobre, après un bref cabinet présidé par le général Marcelo Azcárraga Palmero. L'une des premières décisions qu’il prit fut de destituer Weyler, dont la politique intransigeante ne donnait pas de bons résultats, et de le remplacer par le général Ramón Blanco y Erenas. Dans une dernière tentative de retirer des soutiens à la rébellions, une autonomie politique fut concédée à Cuba — ainsi qu’à Porto Rico, qui restait en paix —, mais de façon trop tardive, si bien que la guerre se poursuivit. D’autre part, la politique espagnole à Cuba se concentra sur la satisfaction des demandes des États-Unis, dans l’objectif d’éviter à tout prix la guerre, étant donné que les gouvernants espagnols étaient conscients de l’infériorité navale et militaire de l’Espagne ; cependant la presse déploya une campagne de propagande contre les États-Unis et d’exaltation espagnoliste.

### Guerre hispano-américaine

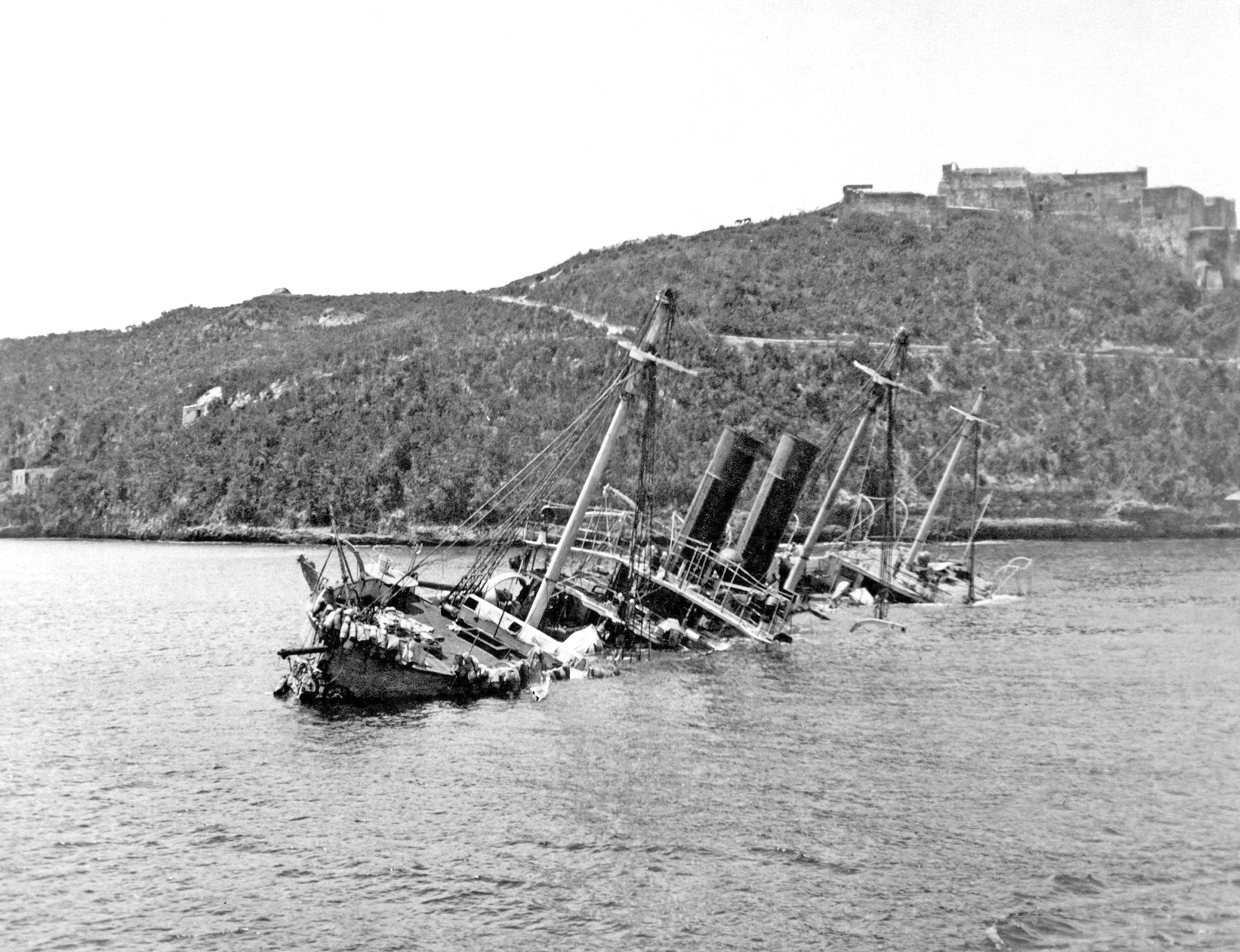
Le croiseur espagnol Reina Mercedes, coulé dans l'entrée de la baie de Santiago de Cuba.

En plus de motifs géopolitiques et stratégiques, l'intérêt des États-Unis pour Cuba et Porto Rico était dû à la croissante interdépendance de leurs économies respectives — investissements de capitaux américains et importance des exportations de sucre, 80 % de la production cubaine se trouvant destinée aux États-Unis — et de l’inclination de l’opinion publique américaine en faveur de la cause indépendantiste cubaine, après la mise en lumière dans la presse à sensation de la répression brutale menée par Weyler et le déclenchement d’une campagne anti-espagnole demandant l'intervention de l’armée des États-Unis pour soutenir les insurgés. En conséquence, les autorités américaines apportent une aide décisive à la guérilla cubaine, en armes et en équipements à travers la Junte cubaine présidée par  Tomás Estrada Palma et de la Liga Cubana. La posture des États-Unis se radicalisa après l’élection en novembre 1896 du président républicain William McKinley, qui rejeta la solution de l'autonomie acceptée par son prédécesseur, le démocrate Grover Cleveland, et misa clairement sur l’indépendance ou l’annexion de l’île — l’ambassadeur américain à Madrid fit une offre d’achat de l’île au gouvernement espagnol qui la rejeta —. Ainsi, la concession de l'autonomie à Cuba par le gouvernement Sagasta — la première expérience de ce type dans l'histoire contemporaine espagnole — ne satisfit absolument pas les prétentions nord-américaines ni celles des indépendantistes, qui continuèrent la guerre. Les relations entre les États-Unis et l'Espagne empirèrent encore lorsque la presse nord-américaine publia une lettre (en) privée de l’ambassadeur espagnol Enrique Dupuy de Lôme au ministre José Canalejas, interceptée par un espion cubain, dans laquelle il qualifiait le président McKinley de « faible et populacier, et de plus un politicard qui veut […] donner bonne impression au jingos de son parti ».
En février 1898, l'USS Maine, cuirassé de l'United States Navy, fut coulé à la suite d’une explosion dans le port de La Havane où il mouillait l'ancre — 264 marins et deux officiers moururent —. Deux mois plus tard, le Congrès des États-Unis approuva une résolution exigeant l’indépendance de Cuba et autorisa le président McKinley à déclarer la guerre à l’Espagne, ce qu’il fit le 25 avril suivant. La résolution affirmait que « le peuple de l’île de Cuba est, et a le droit d’être, libre, et que les États-Unis ont le devoir de demander, et par conséquent le gouvernement des États-Unis demande, à au gouvernement espagnol de renoncer immédiatement à son autorité et son gouvernement sur l’île de Cuba et de retirer de Cuba et des eaux cubaines ses forces terrestres et navales ». Les causes de l'explosion du Maine demeurent inconnues, bien que « des études actuelles s’inclient pour l'attribuer à un accident, ce qui confirme la thèse exposée par la commission espagnoles selon laquelle l’explosion avait été due à des causes internes. Le rapport officiel américain l’attribua, au contraire, à des causes externes, et était, dans les mots de McKinley au Congrès, « une preuve patente et manifeste d’un intolérable état de choses à Cuba » ».

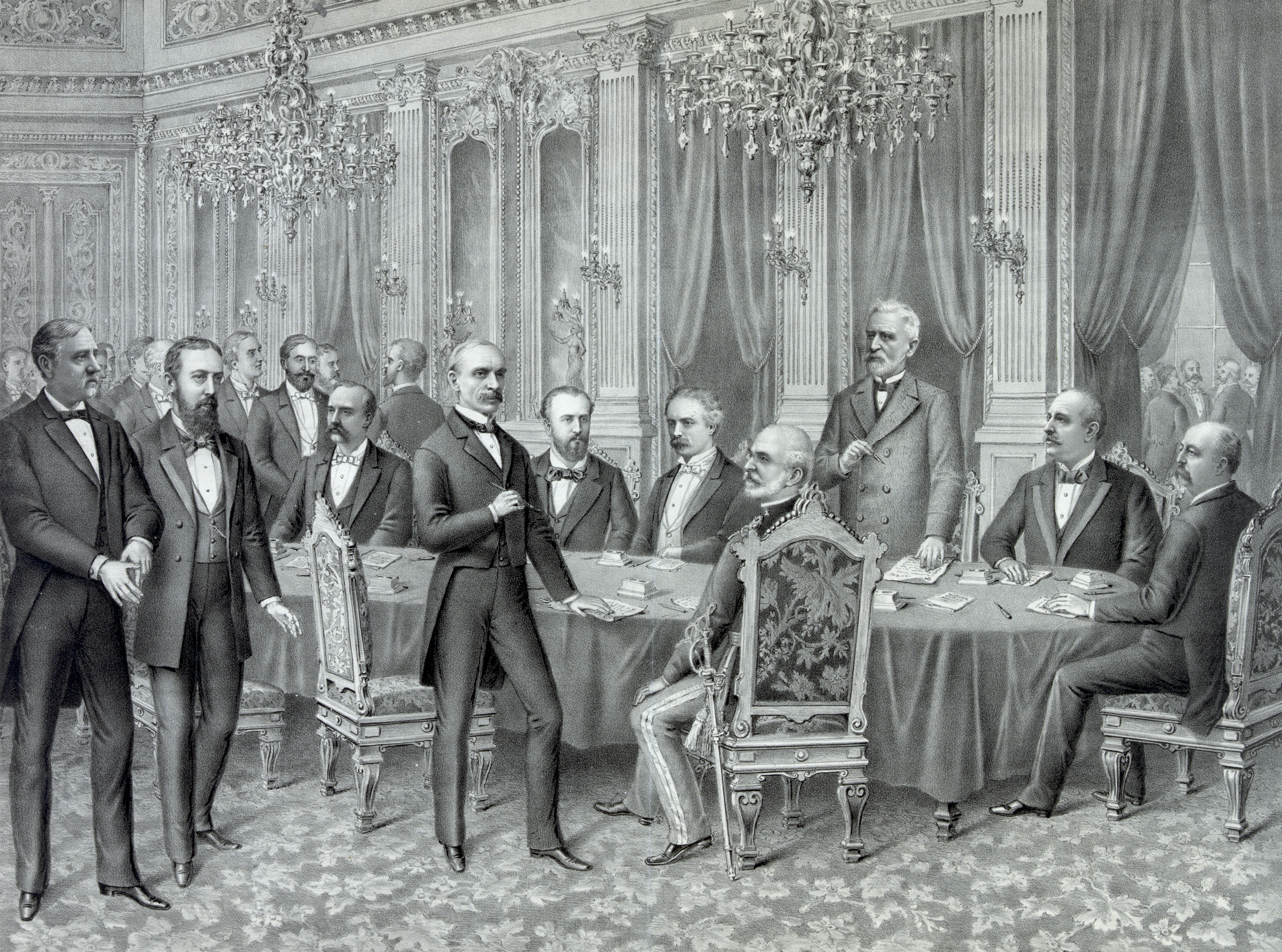
Négociation du traité de Paris en décembre 1898.

La guerre hispano-américaine fut brève et se joua en mer. Le 1er mai 1898, l'escadre espagnole des Philippines était coulée par une flotte américaine dans la bataille de la baie de Manille et les troupes du vainqueur occupèrent la capitale Manille trois mois et demi plus tard. Le 3 juillet de la même année, la flotte espagnole de Cuba contrôlée par l’amiral Cervera connut le même sort lors de la bataille de Santiago, à l’issue de laquelle les troupes américaines débarquent dans la deuxième ville de l’île quelques jours plus tard. L’île voisine de Porto Rico connut le même sort peu après. Certains officiers espagnols à Cuba manifestèrent « la conviction que le gouvernement de Madrid avec l’intention délibérée que l’escadre fût détruite le plus tôt possible, pour arriver rapidement à la paix ». Certaines des meilleurs unité de la Marine espagnole comme le cuirassé Pelayo ou le croiseur Emperador Carlos V n’intervinrent pas dans la guerre.

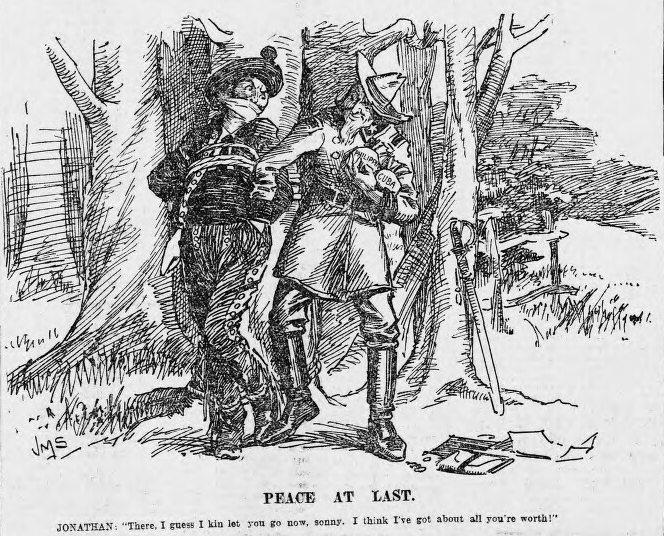
Caricature satirique de la presse américaine sur le traité de Paris de 1898, signé après la défaite espagnole dans la guerre hispano-américaine et qui mit fin à l’empire colonial espagnol.

Une fois connue la nouvelle du naufrage des deux flottes, le gouvernement Sagasta demanda la médiation de la France pour mener des négociations de paix avec les États-Unis qui commencèrent le 1er octobre 1898 et culminèrent avec la signature du traité de Paris le 10 décembre. Par ce dernier, l'Espagne reconnaissait l’indépendance de Cuba et cédait aux États-Unis Porto Rico, les Philippines et l’île de Guam, dans l’archipel des Mariannes. L’année suivante, l’Espagne vendait à l’Allemagne contre 25 millions de dollars les derniers restes de son empire colonial dans le Pacifique : les îles Carolines, le reste des Mariannes et les îles Palaos. « Qualifiée d’absurde et d’inutile dans une grande partie de l'historiographie, la guerre contre les États-Unis fut soutenue par une logique interne, avec l’idée qu’il n’était pas possible de maintenir le système monarchique qu’à partir d’une défaite militaire plus que prévisible », soutenue par les conservateurs comme les libéraux. Selon Carlos Dardé, « Une fois mis devant le fait accompli de la guerre, le gouvernement crut qu’il n'avait d’autre solution que de lutter, et de perdre. Ils pensèrent que la défaite — sûre — était préférable à la révolution — également sûre — ». Concéder « l’indépendance de Cuba, sans être battu militairement […] aurait impliqué en Espagne, plus que probablement, un coup d’État militaire avec un grand soutien populaire, et la chute de la monarchie ; c’est-à-dire, la révolution ». Comme le  déclara le chef de la délégation espagnole dans les négociations de paix à Paris, le libéral Eugenio Montero Ríos : « tout a été perdu, sauf la Monarchie ». Ou comme le dit l'ambassadeur des États-Unis à Madrid : les hommes politiques des partis dynastiques préféraient « les probabilités d’une guerre, avec la certitude perdre Cuba, au détrônement de la monarchie ».

### «Désastre de 98» et régénérationnisme

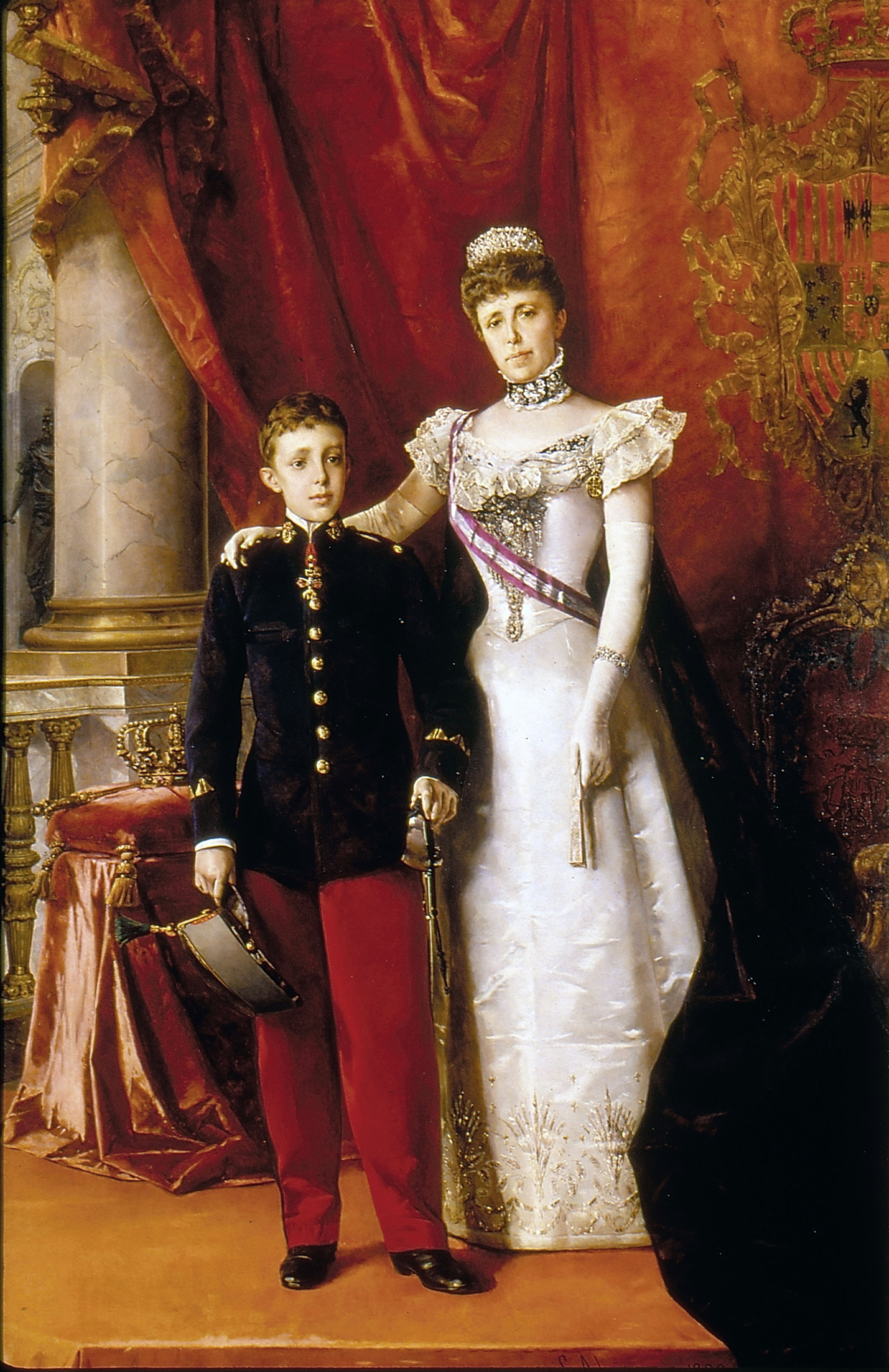
La régente Marie-Christine avec son fils, le futur Alfonso XIII, âgé de 11 ans (tableau de Luis Álvarez Catalá de 1898).

Après la défaite, l’exaltation nationaliste espagnole céda le pas à un sentiment de frustration, encore accentué lorsque furent connues les pertes durant la guerre : près de 56 000 — 2 150 soldats et officiers morts au combat, et 53 500 à cause de diverses maladies —. L'historien Melchor Fernández Almagro, qui était enfant lorsque la guerre se termina, fit plus tard référence aux soldats blessés et mutilés qui revenaient de la campagne coloniale « parcourant les rues et places dans un affligeant et inévitable spectacle de l’uniforme de rayadillo (en) reduit en guenilles, avec une lugubre profusion de béquilles, de bras en écharpe et de pansements sur le visage émacié ».
Cependant, ce sentiment ne trouva pas de traduction politique car les carlistes comme les républicains — à l'exception de Pi y Margall, qui avait maintenu une posture anticolonialiste — avaient appuyé la guerre et s’étaient montrés aussi nationalistes, militaristes et colonialistes que les partis du turno’' — seuls les socialistes et anarchistes demeurèrent fidèles à leurs idées internationalistes, anticolonialistes et antibellicistes — et la régime de la Restauration surmonta la crise.

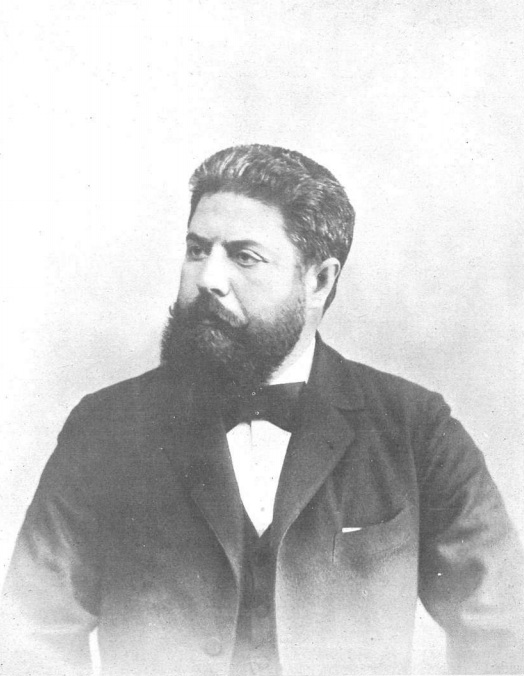
Joaquín Costa.

Le tournant du XXe siècle fut marqué par le régénérationnisme, un courant idéologique qui défendait la nécessité de « régénérer » la société espagnole pour éviter un nouveau désastre comme celui survenu en 1898. Ce courant participait de la dénommée « littérature du désastre », commencée dès 1890 par Lucas Mallada avec la publication de Los males de la Patria (« Les Maux de la Patrie »), qui engagea une réflexion sur les causes de la situation de « prostration » dans laquelle se trouvait la « Nation espagnole », illustrée par la perte des colonies de l’Espagne tandis que les principaux États européens se trouvaient en phase de consolidation de leurs propres empires coloniaux, et sur les moyens de la surmonter. Parmi les nombreuses œuvres publiées figurent El problema nacional (« Le Problème National », 1899) de Ricardo Macías Picavea, Del desastre nacional y sus causas (« Du désastre national et ses causes », 1900) de Damián Isern et ¿El pueblo español ha muerto? (« Le Peuple espagnol est-il mort ? », 1903) d’Enrique Diego-Madrazo (es). Les écrivains de ce qui sera plus tard appelé génération de 98 participent également à cette réflexion sur le « problème de l’Espagne (es) » : Ángel Ganivet, Azorín, Miguel de Unamuno, Pío Baroja, Antonio Machado, Ramiro de Maeztu , etc.,.
Néanmoins, l'auteur le plus influent de la littérature régénérationniste fut Joaquín Costa, qui publia en 1901 l'essai Oligarquía y caciquismo (« Oligarchie et Caciquisme »), dans lequel il désignait le système politique de la Restauration comme le principal responsable du retard de l'Espagne — son « africanisation », qui l'éloigne de l'« orbite européenne » —. Afin de « régénérer » l'« organisme malade » qu’était l'Espagne de 1900 était nécessaire l'intervention d’un « chirurgien de fer » (« cirujano de hierro ») qui abatte le système par une « refondation de l'État espagnol » et lance un changement basé sur l’enseignement et un volontarisme économique de l'État,.

### Gouvernements «régénérationnistes» (1898-1902)

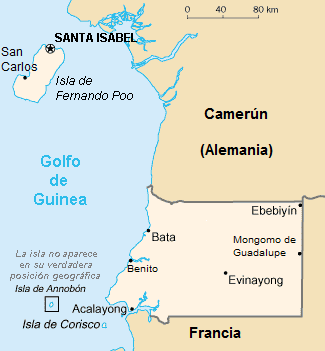
Carte des possessions espagnoles dans le golfe de Guinée, acquises par le traité de Paris de 1900 qui donnerait lieu à la Guinée espagnole, jusqu'à son indépendance en 1968 sous le nom de Guinée équatoriale.

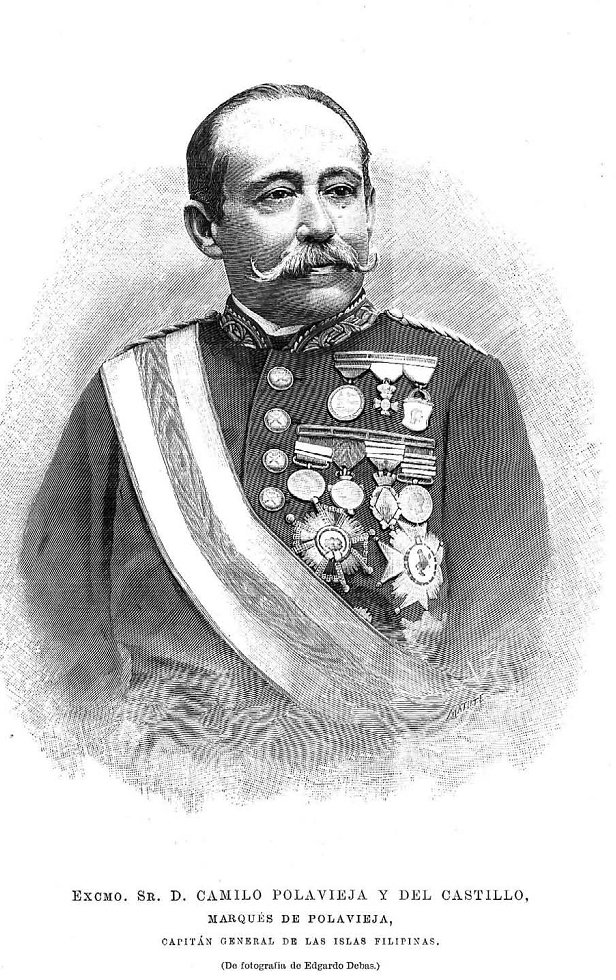
Le général Camilo Polavieja.

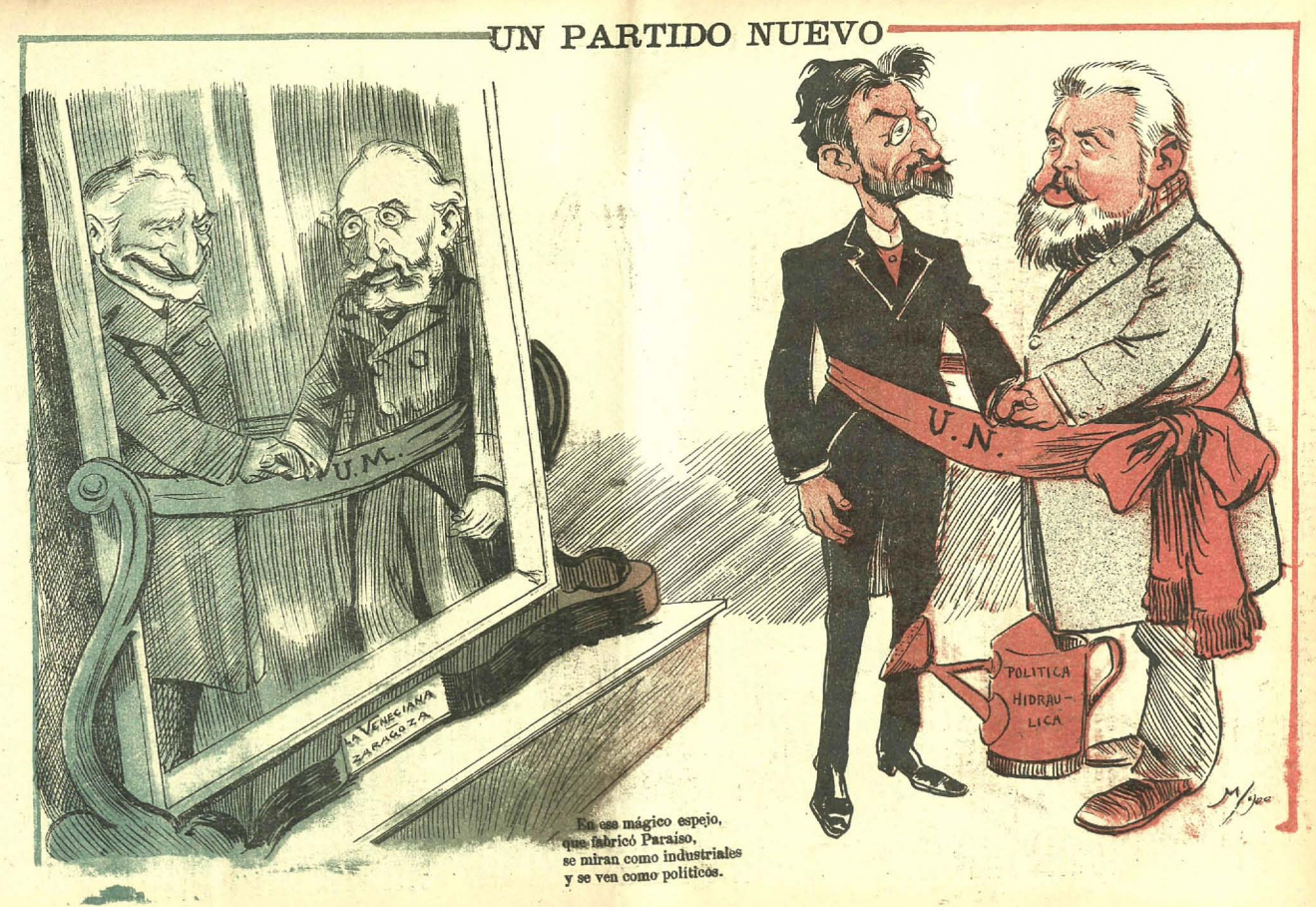
Un partido nuevo (Un nouveau parti), caricature publiée le 7 mars 1900 dans la revue Gedeón, qui fait référence à la formation de l´Union nationale et où figurent Basilio Paraíso et Joaquín Costa.

En mars 1899, le nouveau leader conservateur Francisco Silvela prit la tête du gouvernement, au soulagement de Sagasta, qui était à la tête de l’État au cours du désastre de 1898. Silvela se fit l'écho des demandes régénérationnistes de la société et du système politique — il qualifia lui-même l’Espagne de pays « sans pouls » — en menant une série de réformes. Secondé par son ministre de la Guerre, le général Polavieja, il défendit « une formule de régénération conservatrice qui essayait de sauvegarder les valeurs de la patrie dans un moment de crise nationale ».
La réforme la plus importante fut celle du budget public menée par le ministre Raimundo Fernández Villaverde, qui visait à faire face à la difficile situation financière de l’État à la suite de l’augmentation des dépenses provoquée par la guerre, accompagnée de la baisse de la valeur de la monnaie nationale et d’une importante inflation, à l'origine d’une hausse du mécontentement populaire. Cette réforme fut accompagnée de l'approbation en 1900 des deux premières lois sociales de l'histoire du pays, sous l'impulsion du ministre Eduardo Dato — une sur les accidents de travail et l'autre sur le travail des femmes et des enfants —. De plus, Silvela tenta d’intégrer dans son gouvernement un représentant de la Lliga Regionalista, parti nationaliste catalan qui venait de faire irruption dans la vie publique, et nomma Manuel Duran i Bas ministre de la Grâce et de la Justice, qui finit néanmoins par démissionner.

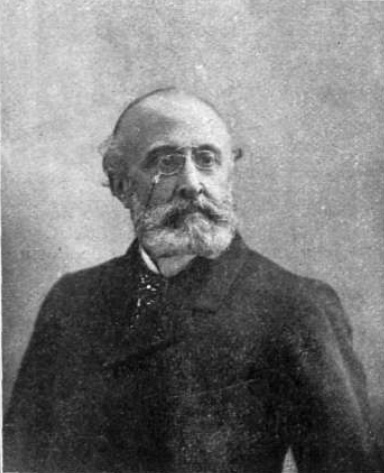
Photo de Francisco Silvela autour de 1902 ; Silvela fut le successeur d’Antonio Cánovas del Castillo à la tête du Parti conservateur.

La seule opposition significative à laquelle gouvernement conservateur de Silvela dut faire face fut le mouvement de « tancament de caixes (en) » (littéralement « fermetures des caisses »), mouvement de protestation mené en Catalogne entre avril et juillet 1900 par les commerçants et industriels regroupés dans la Liga Nacional de Productores (« Ligue nationale des producteurs ») — organisation créée par Joaquín Costa lui-même —, et par les Chambres de commerce dirigées par Basilio Paraíso. Mais ce mouvement qui exigeait des changements politiques et économiques échoua finalement et l’Union nationale (es) qui en avait surgi se dissolut, surtout après que les bourgeoisies basque et catalane décidèrent finalement de soutenir le gouvernement. Costa se tourna alors vers le républicanisme.

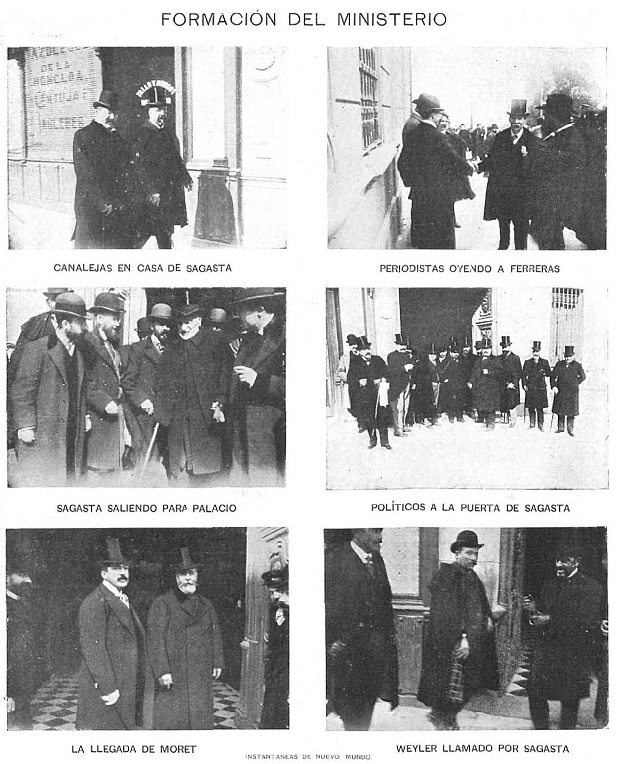
Formation du gouvernement de Sagasta de 1901.

Les désaccords internes — fondamentalement en conséquence de l’opposition de Polavieja à la réduction des dépenses publiques imposée par Fernández Villaverde, incompatible avec sa demande de financement pour moderniser l’armée — finirent par provoquer la chute du gouvernement Silvela en octobre 1900. Le gouvernement présidé par le général Azcárraga Palmero qui lui succèda ne dura que cinq mois. En mars 1901, le libéral Sagasta prit la tête d’un nouvel exécutif, qui fut le dernier de la régence de Marie-Christine et le premier du règne effectif d’Alphonse XIII.

### Essor du nationalisme catalan et consolidation du nationalisme basque
La majorité des catalanistes appuyèrent la concession de l'autonomie à Cuba car ils la considérèrent comme un précédent pour obtenir celle de la Catalogne, mais la proposition de Francesc Cambó pour que l’Unió Catalanista fasse une déclaration en faveur de l'autonomie cubaine avec la possibilité d’arriver à une indépendance de l’île rencontra peu de soutien

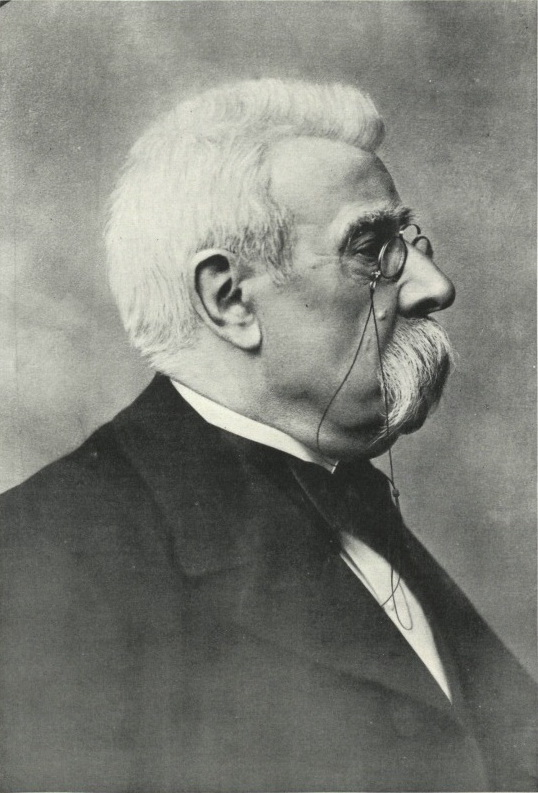
Manuel Duran i Bas.

Après la défaite espagnole dans la guerre hispano-américaine, le régionalisme catalan connut un essor important, dont la fondation en 1901 de la Lliga Regionalista fut le fruit. Celle-ci surgit comme la fusion de l'Unió Regionalista fondée en 1898 et du Centre Nacional Català, qui rassemblait un groupe issu d’une scission de l’Unió Catalanista mené par Enric Prat de la Riba et Francesc Cambó. La raison de la rupture fut que ces derniers, contrairement à l’opinion majoritaire dans leur parti d’origine, avaient défendu la collaboration avec le gouvernement de Silvela — l’un d’entre eux, Manuel Duran i Bas, fit partie de l'exécutif, et des personnalités proches du catalanisme occupèrent les mairies de Barcelone, Tarragone et Reus, ainsi que les évêchés de Barcelone et de Vic —, bien qu’ils finissent par rompre avec le Parti conservateur en voyant que leurs revendications n’étaient pas acceptées — accord économique similaire à celui des provinces basco-navarraises, province unique pour toute la Catalogne, réduction de la pression fiscale —. La réponse des catalanistes fut le tancament de caixes (en), la sortie du gouvernement de Duran i Bas et la démission du docteur Bartomeu Robert du poste de maire de Barcelone.
L'échec du rapprochement avec les conservateurs espagnols n’affaiblit pas la Lliga. Au contraire, celle-ci trouva un soutien de plus en plus grand auprès de multiples secteurs de la bourgeoisie catalane déçus des partis du turno. Ceci se traduisit dès 1901 par le triomphe du parti aux élections municipales de Barcelone, ce qui signifia la fin du caciquisme et de la fraude électorale dans la capitale catalane et seconde ville d’Espagne.

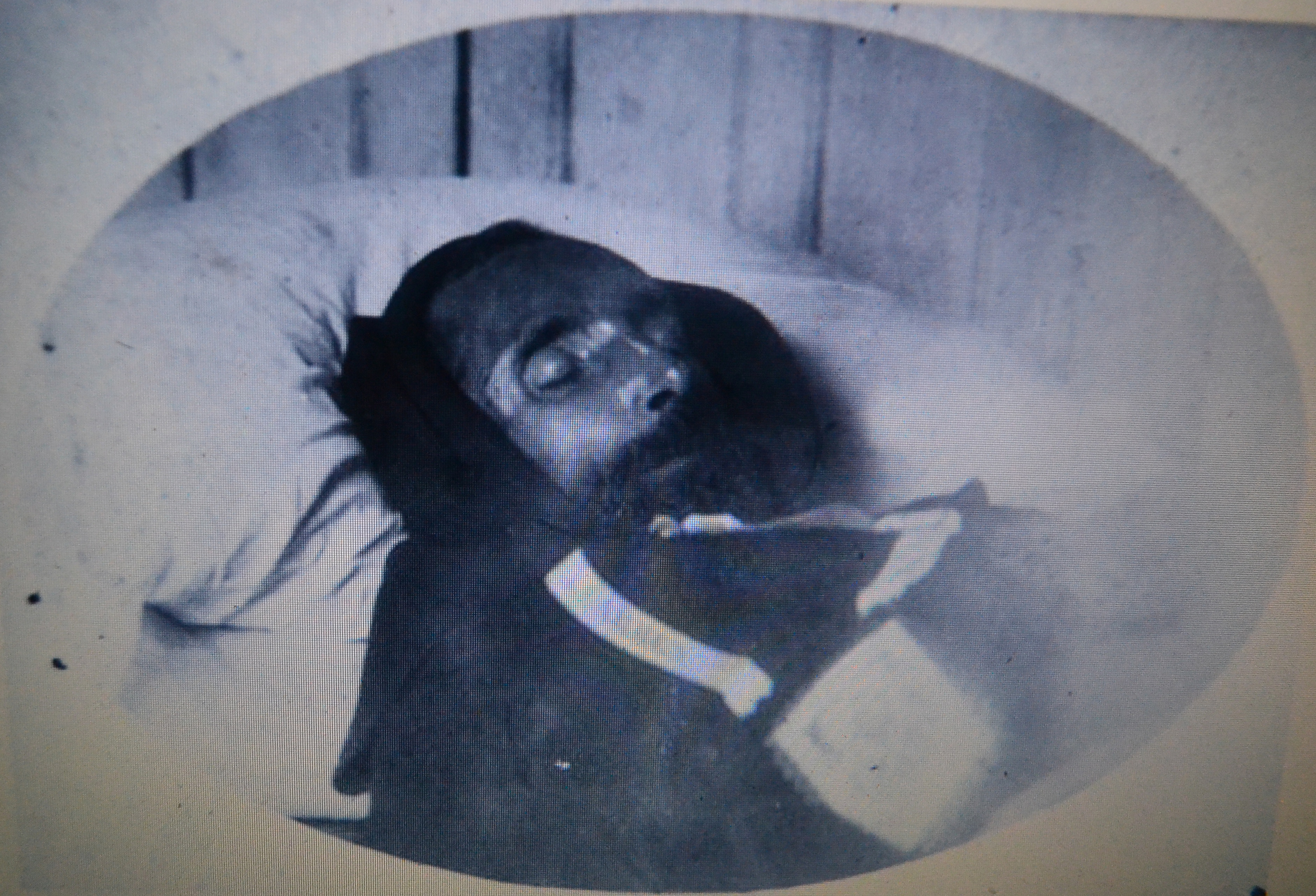
Veillée funèbre de Sabino Arana en novembre 1903.

Quant au Pays basque, le PNV était encore en 1898 un groupe politique extrêmement réduit, avec un très faible nombre d’affiliés et une implémentation limitée à Bilbao. Après la disparition de Baserritarra l’année précédente en raison de problèmes économiques, il ne disposait même pas d’un organe de presse. De plus, sa capacité d’influence se trouvait très limitée par la vague d’exaltation nationaliste espagnole provoquée par la guerre hispano-américaine — au cours d'une manifestation, la maison d’Arana à Bilbao fut caillassée —. Cependant, cette même année 1898 la situation du PNV changea complètement — avec le PSOE ils avaient été les seuls groupes politiques basques opposés à la guerre — grâce à l’intégration du groupe des euskalerriacos qui lui apporta « des cadres politiques, l’hebdomadaire  Euskalduna et des moyens économiques, car ces fueristas [partisan des fors] étaient des bourgeois liés à l’industrie et au commerce, spécialement leur dirigeant Ramón de la Sota » et qui, face à l’indépendantisme d’Arana, défendaient l'autonomie pour le Pays basque, rejoignant ainsi l'approche du catalanisme. Le soutien des euskalerriacos fut décisif pour permettre l’élection d’Arana comme député provincial de Biscaye pour Bilbao. À partir de cette date, Arana modéra ses postulats les plus radicaux, anticapitalistes et antiespagnols, et même renonça à l’indépendantisme dans la dernière année de sa vie, défendant « une autonomie la plus radicale possible à l’intérieur de l’unité de l'État espagnol », une évolution « espagnoliste » qui fut très débattue par les autres nationalistes basques après sa mort, le 25 novembre 1903, alors qu’il était seulement âgé de 38 ans.